# Séries éliminatoires de la Coupe Stanley 2012
Année précédente Année suivante
Les séries éliminatoires de la Coupe Stanley 2012 font suite à la saison 2011-2012 de la Ligue nationale de hockey. Les Kings de Los Angeles remportent la première Coupe Stanley de leur histoire après avoir battu en finale les Devils du New Jersey sur le score de 4 matchs à 2.

## Tableau récapitulatif
Pour les quarts de finale et les demi-finales d'associations, les équipes les mieux classées affrontent les moins bien classées. Ainsi, dans l'arbre de qualification ci-dessous les séries des quarts de finale d'association sont classées par ordre du classement. Pour les demi-finales, l'ordre peut être différent en fonction des équipes qualifiées. Pour tous les tours, sauf pour la finale, la logique est la même : l'équipe la mieux classée lors de la saison régulière est écrite en première et recevra pour les matchs numéros 1 et 2 puis 5 et 7 le cas échéant. Pour la finale, l'équipe la mieux classée de la saison régulière reçoit pour ces matchs.
|  | Quarts de finale d'association | Quarts de finale d'association | Quarts de finale d'association |   |                        | Demi-finales d'association | Demi-finales d'association | Demi-finales d'association |  |   | Finales d'association | Finales d'association | Finales d'association |  |   | Finale de la Coupe Stanley | Finale de la Coupe Stanley | Finale de la Coupe Stanley |
|  |                                |                                |                                |   |                        |                            |                            |                            |  |   |                       |                       |                       |  |   |                            |                            |                            |
|  | 1                              | Rangers de New York            | 4                              |   |                        |                            |                            |                            |  |   |                       |                       |                       |  |   |                            |                            |                            |
|  | 8                              | Sénateurs d'Ottawa             | 3                              |   |                        |                            |                            |                            |  |   |                       |                       |                       |  |   |                            |                            |                            |
|  | 8                              | Sénateurs d'Ottawa             | 3                              |   | 1                      | Rangers de New York        | 4                          |                            |  |   |                       |                       |                       |  |   |                            |                            |                            |
|  |                                |                                |                                |   | 1                      | Rangers de New York        | 4                          |                            |  |   |                       |                       |                       |  |   |                            |                            |                            |
|  |                                | 7                              | Capitals de Washington         | 3 |                        |                            |                            |                            |  |   |                       |                       |                       |  |   |                            |                            |                            |
|  | 2                              | 7                              | Capitals de Washington         | 3 | Bruins de Boston       | 3                          |                            |                            |  |   |                       |                       |                       |  |   |                            |                            |                            |
|  | 2                              |                                |                                |   | Bruins de Boston       | 3                          |                            |                            |  |   |                       |                       |                       |  |   |                            |                            |                            |
|  | 7                              | Capitals de Washington         | 4                              |   |                        |                            |                            |                            |  |   |                       |                       |                       |  |   |                            |                            |                            |
|  | 7                              | Capitals de Washington         | 4                              |   |                        |                            |                            |                            |  | 1 | Rangers de New York   | 2                     |                       |  |   |                            |                            |                            |
|  | Association de l'Est           |                                |                                |   |                        |                            |                            |                            |  | 1 | Rangers de New York   | 2                     |                       |  |   |                            |                            |                            |
|  |                                | 6                              | Devils du New Jersey           | 4 |                        |                            |                            |                            |  |   |                       |                       |                       |  |   |                            |                            |                            |
|  | 3                              | 6                              | Devils du New Jersey           | 4 | Panthers de la Floride | 3                          |                            |                            |  |   |                       |                       |                       |  |   |                            |                            |                            |
|  | 3                              |                                |                                |   | Panthers de la Floride | 3                          |                            |                            |  |   |                       |                       |                       |  |   |                            |                            |                            |
|  | 6                              | Devils du New Jersey           | 4                              |   |                        |                            |                            |                            |  |   |                       |                       |                       |  |   |                            |                            |                            |
|  | 6                              | Devils du New Jersey           | 4                              |   | 5                      | Flyers de Philadelphie     | 1                          |                            |  |   |                       |                       |                       |  |   |                            |                            |                            |
|  |                                |                                |                                |   | 5                      | Flyers de Philadelphie     | 1                          |                            |  |   |                       |                       |                       |  |   |                            |                            |                            |
|  |                                | 6                              | Devils du New Jersey           | 4 |                        |                            |                            |                            |  |   |                       |                       |                       |  |   |                            |                            |                            |
|  | 4                              | 6                              | Devils du New Jersey           | 4 | Penguins de Pittsburgh | 2                          |                            |                            |  |   |                       |                       |                       |  |   |                            |                            |                            |
|  | 4                              |                                |                                |   | Penguins de Pittsburgh | 2                          |                            |                            |  |   |                       |                       |                       |  |   |                            |                            |                            |
|  | 5                              | Flyers de Philadelphie         | 4                              |   |                        |                            |                            |                            |  |   |                       |                       |                       |  |   |                            |                            |                            |
|  | 5                              | Flyers de Philadelphie         | 4                              |   |                        |                            |                            |                            |  |   |                       |                       |                       |  | 6 | Devils du New Jersey       | 2                          |                            |
|  |                                |                                |                                |   |                        |                            |                            |                            |  |   |                       |                       |                       |  | 6 | Devils du New Jersey       | 2                          |                            |
|  |                                | 8                              | Kings de Los Angeles           | 4 |                        |                            |                            |                            |  |   |                       |                       |                       |  |   |                            |                            |                            |
|  | 1                              | 8                              | Kings de Los Angeles           | 4 | Canucks de Vancouver   | 1                          |                            |                            |  |   |                       |                       |                       |  |   |                            |                            |                            |
|  | 1                              |                                |                                |   | Canucks de Vancouver   | 1                          |                            |                            |  |   |                       |                       |                       |  |   |                            |                            |                            |
|  | 8                              | Kings de Los Angeles           | 4                              |   |                        |                            |                            |                            |  |   |                       |                       |                       |  |   |                            |                            |                            |
|  | 8                              | Kings de Los Angeles           | 4                              |   | 2                      | Blues de Saint-Louis       | 0                          |                            |  |   |                       |                       |                       |  |   |                            |                            |                            |
|  |                                |                                |                                |   | 2                      | Blues de Saint-Louis       | 0                          |                            |  |   |                       |                       |                       |  |   |                            |                            |                            |
|  |                                | 8                              | Kings de Los Angeles           | 4 |                        |                            |                            |                            |  |   |                       |                       |                       |  |   |                            |                            |                            |
|  | 2                              | 8                              | Kings de Los Angeles           | 4 | Blues de Saint-Louis   | 4                          |                            |                            |  |   |                       |                       |                       |  |   |                            |                            |                            |
|  | 2                              |                                |                                |   | Blues de Saint-Louis   | 4                          |                            |                            |  |   |                       |                       |                       |  |   |                            |                            |                            |
|  | 7                              | Sharks de San José             | 1                              |   |                        |                            |                            |                            |  |   |                       |                       |                       |  |   |                            |                            |                            |
|  | 7                              | Sharks de San José             | 1                              |   |                        |                            |                            |                            |  | 3 | Coyotes de Phoenix    | 1                     |                       |  |   |                            |                            |                            |
|  | Association de l'Ouest         |                                |                                |   |                        |                            |                            |                            |  | 3 | Coyotes de Phoenix    | 1                     |                       |  |   |                            |                            |                            |
|  |                                | 8                              | Kings de Los Angeles           | 4 |                        |                            |                            |                            |  |   |                       |                       |                       |  |   |                            |                            |                            |
|  | 3                              | 8                              | Kings de Los Angeles           | 4 | Coyotes de Phoenix     | 4                          |                            |                            |  |   |                       |                       |                       |  |   |                            |                            |                            |
|  | 3                              |                                |                                |   | Coyotes de Phoenix     | 4                          |                            |                            |  |   |                       |                       |                       |  |   |                            |                            |                            |
|  | 6                              | Blackhawks de Chicago          | 2                              |   |                        |                            |                            |                            |  |   |                       |                       |                       |  |   |                            |                            |                            |
|  | 6                              | Blackhawks de Chicago          | 2                              |   | 3                      | Coyotes de Phoenix         | 4                          |                            |  |   |                       |                       |                       |  |   |                            |                            |                            |
|  |                                |                                |                                |   | 3                      | Coyotes de Phoenix         | 4                          |                            |  |   |                       |                       |                       |  |   |                            |                            |                            |
|  |                                | 4                              | Predators de Nashville         | 1 |                        |                            |                            |                            |  |   |                       |                       |                       |  |   |                            |                            |                            |
|  | 4                              | 4                              | Predators de Nashville         | 1 | Predators de Nashville | 4                          |                            |                            |  |   |                       |                       |                       |  |   |                            |                            |                            |
|  | 4                              |                                |                                |   | Predators de Nashville | 4                          |                            |                            |  |   |                       |                       |                       |  |   |                            |                            |                            |
|  | 5                              | Red Wings de Détroit           | 1                              |   |                        |                            |                            |                            |  |   |                       |                       |                       |  |   |                            |                            |                            |

## Quarts de finale d'association

### New York contre Ottawa
| 12 avril | New York | 4-2 (1-0, 2-0, 1-2) | Ottawa | Madison Square Garden 18 200 spectateurs |

| Feuille de match | Feuille de match | Feuille de match        | Feuille de match                                                                                      | Feuille de match                                                    |
| ---------------- | --- | ----------------------- | --- | ------------------------------------------------------------------- |
|                  | R. Callahan (A. Strålman, A. Anissimov) — 12 min 1 s M. Gáborík — 36 min 24 s B. Boyle (A. Anissimov, D. Girardi) — 39 min 6 s B. Richards (C. Hagelin) — 42 min 15 s - | 1-0 2-0 3-0 4-0 4-1 4-2 | - D. Alfredsson (J. Spezza, M. Michálek) — 50 min 5 s E. Condra (N. Foligno, K. Turris) — 57 min 41 s | Arbitrage : Dan O'Halloran, Tom Kowal Steve Miller, David Brisebois |
| H. Lundqvist     | Gardiens | C. Anderson             | | Arbitrage : Dan O'Halloran, Tom Kowal Steve Miller, David Brisebois |
| 18 min           | Pénalités | 20 min                  | | Arbitrage : Dan O'Halloran, Tom Kowal Steve Miller, David Brisebois |
| 31               | Tirs | 32                      | | Arbitrage : Dan O'Halloran, Tom Kowal Steve Miller, David Brisebois |

| 14 avril | New York | 2-3 (pr) (1-0, 0-1, 1-1, 0-1) | Ottawa | Madison Square Garden 18 200 spectateurs |

| Feuille de match | Feuille de match                                                                                                | Feuille de match    | Feuille de match | Feuille de match                                                  |
| ---------------- | --- | ------------------- | --- | ----------------------------------------------------------------- |
|                  | A. Strålman (D. Girardi, A. Anissimov) — 10 min 11 s (SN) - B. Boyle (R. Fedotenko, M. Del Zotto) — 42 min 41 s | 1-0 1-1 2-1 2-2 2-3 | - E. Karlsson (F. Kuba) — 33 min 50 s (SN) - N. Foligno (Z. Konopka, K. Turris) — 55 min 23 s C. Neil (J. Cowen, Z. Smith) — 61 min 17 s 61 min 17 s | Arbitrage : Stephen Walkom, Ian Walsh Brian Murphy, Tony Sericolo |
| H. Lundqvist     | Gardiens | C. Anderson         | | Arbitrage : Stephen Walkom, Ian Walsh Brian Murphy, Tony Sericolo |
| 26 min           | Pénalités | 28 min              | | Arbitrage : Stephen Walkom, Ian Walsh Brian Murphy, Tony Sericolo |
| 29               | Tirs | 32                  | | Arbitrage : Stephen Walkom, Ian Walsh Brian Murphy, Tony Sericolo |

| 16 avril | Ottawa | 0-1 (0-0, 0-0, 0-1) | New York | Place Banque Scotia 20 182 spectateurs |

| Feuille de match | Feuille de match | Feuille de match | Feuille de match                                 | Feuille de match                                              |
| ---------------- | ---------------- | ---------------- | ------------------------------------------------ | ------------------------------------------------------------- |
|                  | -                | 0-1              | B. Boyle (D. Girardi, R. Callahan) — 47 min 35 s | Arbitrage : Brad Watson, Mike Leggo Tim Nowak, Pierre Racicot |
| C. Anderson      | Gardiens         | H. Lundqvist     |                                                  | Arbitrage : Brad Watson, Mike Leggo Tim Nowak, Pierre Racicot |
| 10 min           | Pénalités        | 10 min           |                                                  | Arbitrage : Brad Watson, Mike Leggo Tim Nowak, Pierre Racicot |
| 39               | Tirs             | 23               |                                                  | Arbitrage : Brad Watson, Mike Leggo Tim Nowak, Pierre Racicot |

| 18 avril | Ottawa | 3-2 (pr) (0-2, 2-0, 0-0, 1-0) | New York | Place Banque Scotia 20 340 spectateurs |

| Feuille de match | Feuille de match | Feuille de match    | Feuille de match                                                                                            | Feuille de match                                                       |
| ---------------- | --- | ------------------- | --- | ---------------------------------------------------------------------- |
|                  | - M. Michálek (M. Carkner, J. Spezza) — 27 min 4 s S. Gontchar (N. Foligno, C. Neil) — 37 min 50 s (SN) K. Turris (J. O'Brien, S. Gontchar) — 62 min 42 s | 0-1 0-2 1-2 2-2 3-2 | A. Stralman (B. Richards, M. Gáborík) — 49 s (SN) R. Callahan (M. Gáborík, B. Richards) — 6 min 10 s (SN) - | Arbitrage : Eric Furlatt, Francois StLaurent Tim Nowak, Pierre Racicot |
| C. Anderson      | Gardiens | H. Lundqvist        | | Arbitrage : Eric Furlatt, Francois StLaurent Tim Nowak, Pierre Racicot |
| 14 min           | Pénalités | 10 min              | | Arbitrage : Eric Furlatt, Francois StLaurent Tim Nowak, Pierre Racicot |
| 31               | Tirs | 33                  | | Arbitrage : Eric Furlatt, Francois StLaurent Tim Nowak, Pierre Racicot |

| 21 avril | New York | 0-2 (0-1, 0-0, 0-1) | Ottawa | Madison Square Garden 18 200 spectateurs |

| Feuille de match | Feuille de match | Feuille de match | Feuille de match                                                                    | Feuille de match                                                         |
| ---------------- | ---------------- | ---------------- | ----------------------------------------------------------------------------------- | ------------------------------------------------------------------------ |
|                  | - -              | 0-1 0-2          | J. Spezza (M. Stone, F. Kuba) — 9 min 19 s J. Spezza (Z. Konopka) — 59 min 4 s (CV) | Arbitrage : Marc Joannette, Brian Pochmara Scott Driscoll, Brad Kovachik |
| H. Lundqvist     | Gardiens         | C. Anderson      |                                                                                     | Arbitrage : Marc Joannette, Brian Pochmara Scott Driscoll, Brad Kovachik |
| 10 min           | Pénalités        | 10 min           |                                                                                     | Arbitrage : Marc Joannette, Brian Pochmara Scott Driscoll, Brad Kovachik |
| 41               | Tirs             | 30               |                                                                                     | Arbitrage : Marc Joannette, Brian Pochmara Scott Driscoll, Brad Kovachik |

| 23 avril | Ottawa | 2-3 (1-0, 0-3, 1-0) | New York | Place Banque Scotia 20 500 spectateurs |

| Feuille de match | Feuille de match                                                                           | Feuille de match    | Feuille de match | Feuille de match                                               |
| ---------------- | ------------------------------------------------------------------------------------------ | ------------------- | --- | -------------------------------------------------------------- |
|                  | C. Neil (S. Gontchar, N. Foligno) — 7 min 5 s (SN) - J. Spezza (C. Greening) — 59 min 21 s | 1-0 1-1 1-2 1-3 2-3 | - D. Stepan (B. Richards, A. Stralman) — 28 min 55 s (SN) B. Richards (M. Del Zotto, D. Stepan) — 37 min 8 s (SN) C. Kreider (D. Stepan, M. Staal) — 39 min 19 s | Arbitrage : Steve Kozari, Tim Peel Lonnie Cameron, Shane Heyer |
| C. Anderson      | Gardiens                                                                                   | H. Lundqvist        | | Arbitrage : Steve Kozari, Tim Peel Lonnie Cameron, Shane Heyer |
| 19 min           | Pénalités                                                                                  | 15 min              | | Arbitrage : Steve Kozari, Tim Peel Lonnie Cameron, Shane Heyer |
| 27               | Tirs                                                                                       | 22                  | | Arbitrage : Steve Kozari, Tim Peel Lonnie Cameron, Shane Heyer |

| 25 avril | New York | 2-1 (0-0, 2-1, 0-0) | Ottawa | Madison Square Garden 18 200 spectateurs |

| Feuille de match | Feuille de match                                                                                  | Feuille de match | Feuille de match                                              | Feuille de match                                                  |
| ---------------- | ------------------------------------------------------------------------------------------------- | ---------------- | ------------------------------------------------------------- | ----------------------------------------------------------------- |
|                  | M. Staal (R. Callahan, D. Stepan) — 24 min 46 s D. Girardi (B. Dubinsky, B. Prust) — 29 min 4 s - | 1-0 2-0 2-1      | - D. Alfredsson (C. Phillips, S. Gontchar) — 31 min 34 s (SN) | Arbitrage : Brad Watson, Dan O'Halloran Jean Morin, Brad Kovachik |
| H. Lundqvist     | Gardiens                                                                                          | C. Anderson      |                                                               | Arbitrage : Brad Watson, Dan O'Halloran Jean Morin, Brad Kovachik |
| 4 min            | Pénalités                                                                                         | 6 min            |                                                               | Arbitrage : Brad Watson, Dan O'Halloran Jean Morin, Brad Kovachik |
| 29               | Tirs                                                                                              | 27               |                                                               | Arbitrage : Brad Watson, Dan O'Halloran Jean Morin, Brad Kovachik |

### Boston contre Washington
| 12 avril | Boston | 1-0 (pr) (0-0, 0-0, 0-0, 1-0) | Washington | TD Garden 17 565 spectateurs |

| Feuille de match | Feuille de match                                | Feuille de match | Feuille de match | Feuille de match                                               |
| ---------------- | ----------------------------------------------- | ---------------- | ---------------- | -------------------------------------------------------------- |
|                  | C. Kelly (B. Pouliot, B. Rolston) — 61 min 18 s | 1-0              | -                | Arbitrage : Stephen Walkom, Ian Walsh Jean Morin, Derek Nansen |
| T. Thomas        | Gardiens                                        | B. Holtby        |                  | Arbitrage : Stephen Walkom, Ian Walsh Jean Morin, Derek Nansen |
| 6 min            | Pénalités                                       | 10 min           |                  | Arbitrage : Stephen Walkom, Ian Walsh Jean Morin, Derek Nansen |
| 30               | Tirs                                            | 17               |                  | Arbitrage : Stephen Walkom, Ian Walsh Jean Morin, Derek Nansen |

| 14 avril | Boston | 1-2 (pr) (0-0, 0-1, 1-0, 0-1) | Washington | TD Garden 17 565 spectateurs |

| Feuille de match | Feuille de match                                    | Feuille de match | Feuille de match                                                                               | Feuille de match                                                    |
| ---------------- | --------------------------------------------------- | ---------------- | ---------------------------------------------------------------------------------------------- | ------------------------------------------------------------------- |
|                  | - B. Pouliot (B. Rolston, C. Kelly) — 52 min 13 s - | 0-1 1-1 1-2      | T Brouwer (A. Ovetchkine, K. Alzner) — 35 min 57 s - N. Bäckström (M. Johansson) — 82 min 56 s | Arbitrage : Dan O'Halloran, Tom Kowal Steve Miller, David Brisebois |
| T. Thomas        | Gardiens                                            | B. Holtby        |                                                                                                | Arbitrage : Dan O'Halloran, Tom Kowal Steve Miller, David Brisebois |
| 6 min            | Pénalités                                           | 4 min            |                                                                                                | Arbitrage : Dan O'Halloran, Tom Kowal Steve Miller, David Brisebois |
| 44               | Tirs                                                | 39               |                                                                                                | Arbitrage : Dan O'Halloran, Tom Kowal Steve Miller, David Brisebois |

| 16 avril | Washington | 3-4 (1-0, 1-2, 1-2) | Boston | Verizon Center 18 506 spectateurs |

| Feuille de match | Feuille de match | Feuille de match            | Feuille de match | Feuille de match                                                |
| ---------------- | --- | --------------------------- | --- | --------------------------------------------------------------- |
|                  | A. Siomine (B. Laich, A. Ovetchkine) — 16 min (SN) - A. Ovetchkine (B. Laich, R. Hamrlík) — 20 min 48 s - B. Laich (N. Bäckström, M. Green) — 54 min - | 1-0 1-1 2-1 2-2 2-3 3-3 3-4 | - R. Peverley (Z. Chára, A. Ference) — 20 min 35 s - D. Paille (G. Zanon, G. Campbell) — 29 min 38 s B. Rolston (C. Kelly, Z. Chára) — 41 min 2 s - Z. Chára (P. Bergeron, D. Seidenberg) — 58 min 7 s | Arbitrage : Chris Lee, Wes McCauley Brian Murphy, Tony Sericolo |
| B. Holtby        | Gardiens | T. Thomas                   | | Arbitrage : Chris Lee, Wes McCauley Brian Murphy, Tony Sericolo |
| 26 min           | Pénalités | 14 min                      | | Arbitrage : Chris Lee, Wes McCauley Brian Murphy, Tony Sericolo |
| 32               | Tirs | 29                          | | Arbitrage : Chris Lee, Wes McCauley Brian Murphy, Tony Sericolo |

| 19 avril | Washington | 2-1 (1-1, 1-0, 0-0) | Boston | Verizon Center 18 506 spectateurs |

| Feuille de match | Feuille de match                                                                                | Feuille de match | Feuille de match                            | Feuille de match                                                         |
| ---------------- | ----------------------------------------------------------------------------------------------- | ---------------- | ------------------------------------------- | ------------------------------------------------------------------------ |
|                  | M. Johansson (B. Laich) — 1 min 22 s - A. Siomine (K. Aucoin, A. Ovetchkine) — 38 min 43 s (SN) | 1-0 1-1 2-1      | - R. Peverley (G. Campbell) — 13 min 12 s - | Arbitrage : Marc Joannette, Brian Pochmara Brad Lazarowich, Jonny Murray |
| B. Holtby        | Gardiens                                                                                        | T. Thomas        |                                             | Arbitrage : Marc Joannette, Brian Pochmara Brad Lazarowich, Jonny Murray |
| 2 min            | Pénalités                                                                                       | 6 min            |                                             | Arbitrage : Marc Joannette, Brian Pochmara Brad Lazarowich, Jonny Murray |
| 21               | Tirs                                                                                            | 45               |                                             | Arbitrage : Marc Joannette, Brian Pochmara Brad Lazarowich, Jonny Murray |

| 21 avril | Boston | 3-4 (0-0, 2-2, 1-2) | Washington | TD Garden 17 565 spectateurs |

| Feuille de match | Feuille de match | Feuille de match            | Feuille de match | Feuille de match                                               |
| ---------------- | --- | --------------------------- | --- | -------------------------------------------------------------- |
|                  | - - D. Seidenberg (M. Lucic, D. Krejčí) — 37 min 21 s B. Marchand (R. Peverley, J. Boychuk) — 37 min 49 s - J. Boychuk (D. Seidenberg, B. Marchand) — 48 min 47 s (SN) - | 0-1 0-2 1-2 2-2 2-3 3-3 3-4 | A. Siomine (D.Wideman, M. Johansson) — 31 min 16 s J. Beagle — 34 min 27 s - M. Knuble (J. Ward, J. Eskrine) — 43 min 21 s - T. Brouwer (J. Carlson) — 58 min 33 s (SN) | Arbitrage : Tim Peel, Steve Kozari Shane Heyer, Lonnie Cameron |
| T. Thomas        | Gardiens | B. Holtby                   | | Arbitrage : Tim Peel, Steve Kozari Shane Heyer, Lonnie Cameron |
| 8 min            | Pénalités | 10 min                      | | Arbitrage : Tim Peel, Steve Kozari Shane Heyer, Lonnie Cameron |
| 37               | Tirs | 32                          | | Arbitrage : Tim Peel, Steve Kozari Shane Heyer, Lonnie Cameron |

| 22 avril | Washington | 3-4 (pr) (1-2, 1-0, 1-1, 0-1) | Boston | Verizon Center 18 506 spectateurs |

| Feuille de match | Feuille de match | Feuille de match            | Feuille de match | Feuille de match                                                    |
| ---------------- | --- | --------------------------- | --- | ------------------------------------------------------------------- |
|                  | - M. Green (J. Ward, R. Hamrlík) — 9 min 14 s - J. Chimera (N. Bäckström, R. Hamrlík) — 39 min 18 s - A. Ovetchkine (N. Bäckström) — 55 min 8 s - | 0-1 1-1 1-2 2-2 2-3 3-3 3-4 | R. Peverley (A. Ference, P. Bergeron) — 5 min 56 s - D. Krejčí (M. Lucic, R. Peverley) — 16 min 48 s (SN) - A. Ference (T. Seguin) — 31 min 57 s - T. Seguin (M. Lucic, D. Krejčí) — 63 min 17 s | Arbitrage : Paul Devorski, Dan O'Rourke Steve Barton, Greg Devorski |
| B. Holtby        | Gardiens | T. Thomas                   | | Arbitrage : Paul Devorski, Dan O'Rourke Steve Barton, Greg Devorski |
| 12 min           | Pénalités | 10 min                      | | Arbitrage : Paul Devorski, Dan O'Rourke Steve Barton, Greg Devorski |
| 39               | Tirs | 31                          | | Arbitrage : Paul Devorski, Dan O'Rourke Steve Barton, Greg Devorski |

| 25 avril | Boston | 1-2 (pr) (0-1, 1-0, 0-0, 0-1) | Washington | TD Garden 17 565 spectateurs |

| Feuille de match | Feuille de match                                     | Feuille de match | Feuille de match                                                                        | Feuille de match                                                     |
| ---------------- | ---------------------------------------------------- | ---------------- | --------------------------------------------------------------------------------------- | -------------------------------------------------------------------- |
|                  | - T. Seguin (J. Boychuk, A. Ference) — 34 min 27 s - | 0-1 1-1 1-2      | M. Hendricks (J. Carlson, J. Chimera) — 11 min 23 s - J. Ward (M. Knuble) — 62 min 57 s | Arbitrage : Stephen Walkom, Eric Furlatt Greg Devorski, Steve Barton |
| T. Thomas        | Gardiens                                             | B. Holtby        |                                                                                         | Arbitrage : Stephen Walkom, Eric Furlatt Greg Devorski, Steve Barton |
| 2 min            | Pénalités                                            | 6 min            |                                                                                         | Arbitrage : Stephen Walkom, Eric Furlatt Greg Devorski, Steve Barton |
| 32               | Tirs                                                 | 27               |                                                                                         | Arbitrage : Stephen Walkom, Eric Furlatt Greg Devorski, Steve Barton |

### Floride contre New Jersey
Les Devils du New Jersey, troisième meilleure équipe de la division Atlantique, jouent au premier tour des séries contre les Panthers de la Floride, meilleure équipe de la division Sud-Est. Lors du troisième match de la série, Martin Brodeur est remplacé par Johan Hedberg après avoir accordé trois buts sur douze lancers ; il se rattrape lors du match suivant en réalisant un blanchissage pour une victoire 4-0 des siens. Il devient ainsi le gardien de la LNH avec le plus grand nombre de blanchissage lors des séries éliminatoires, soit 24 depuis ses débuts.
| 13 avril | Floride | 2-3 (0-3, 2-0, 0-0) | New Jersey | BankAtlantic Center 19 119 spectateurs |

| Feuille de match | Feuille de match | Feuille de match    | Feuille de match | Feuille de match                                                         |
| ---------------- | --- | ------------------- | --- | ------------------------------------------------------------------------ |
|                  | - S. Bergenheim (M. Goc, M. Samuelsson) — 27 min 44 s K. Versteeg (M. Samuelsson, T. Fleischmann) — 35 min 42 s (SN) | 0-1 0-2 0-3 1-3 2-3 | P. Eliáš (D. Zubrus, B. Salvador) — 6 min 31 s D. Zubrus (D. Clarkson, M. Brodeur) — 14 min 11 s (SN) R. Carter — 14 min 56 s | Arbitrage : Eric Furlatt, Francois StLaurent Steve Barton, Greg Devorski |
| J. Théodore      | Gardiens | M. Brodeur          | | Arbitrage : Eric Furlatt, Francois StLaurent Steve Barton, Greg Devorski |
| 14 min           | Pénalités | 8 min               | | Arbitrage : Eric Furlatt, Francois StLaurent Steve Barton, Greg Devorski |
| 26               | Tirs | 38                  | | Arbitrage : Eric Furlatt, Francois StLaurent Steve Barton, Greg Devorski |

| 15 avril | Floride | 4-2 (1-0, 2-0, 1-2) | New Jersey | BankAtlantic Center 19 248 spectateurs |

| Feuille de match | Feuille de match | Feuille de match        | Feuille de match                                                                                   | Feuille de match                                                 |
| ---------------- | --- | ----------------------- | -------------------------------------------------------------------------------------------------- | ---------------------------------------------------------------- |
|                  | S. Weiss (M. Samuelsson, K. Versteeg) — 23 s (SN) S. Weiss (M. Goc, J. Garrison) — 41 min 12 s (SN) M. Goc (B. Campbell, S. Bergenheim) — 34 min 39 s - T. Fleischmann — 59 min 59 s (CV) | 1-0 2-0 3-0 3-1 3-2 4-2 | - T. Zajac (A. Greene, O. Ponikarovsky) — 40 min 48 s I. Kovaltchouk (A. Henrique) — 40 min 42 s - | Arbitrage : Chris Rooney, Brad Meier Steve Barton, Greg Devorski |
| J. Théodore      | Gardiens | M. Brodeur              | | Arbitrage : Chris Rooney, Brad Meier Steve Barton, Greg Devorski |
| 4 min            | Pénalités | 8 min                   | | Arbitrage : Chris Rooney, Brad Meier Steve Barton, Greg Devorski |
| 25               | Tirs | 24                      | | Arbitrage : Chris Rooney, Brad Meier Steve Barton, Greg Devorski |

| 17 avril | New Jersey | 3-4 (3-2, 0-2, 0-0) | Floride | Prudential Center 17 625 spectateurs |

| Feuille de match                              | Feuille de match | Feuille de match                                 | Feuille de match | Feuille de match                                                 |
| --------------------------------------------- | --- | ------------------------------------------------ | --- | ---------------------------------------------------------------- |
|                                               | Z. Parisé (T. Zajac, I. Kovaltchouk) — 33 s S. Gionta (M. Židlický, S. Bernier) — 3 min 27 s P. Eliáš (Z. Parisé, D. Clarkson) — 6 min 16 s (SN) - - | 1-0 2-0 3-0 3-1 3-2 3-3 3-4                      | - S. Bergenheim (S. Upshall, S. Clemmensen) — 16 min 11 s (SN) J. Garrison (S. Bergenheim, B. Campbell) — 19 min 52 s (SN) M. Weaver (J. Smithson, S. Upshall) — 22 min 18 s B. Campbell (M. Samuelsson, T. Fleischmann) — 26 min 34 s (SN) | Arbitrage : Tim Peel, Steve Kozari Steve Miller, David Brisebois |
| M. Brodeur 22 min 18 s J. Hedberg 36 min 20 s | Gardiens | J. Théodore 6 min 16 s S. Clemmensen 53 min 44 s | | Arbitrage : Tim Peel, Steve Kozari Steve Miller, David Brisebois |
| 8 min                                         | Pénalités | 8 min                                            | | Arbitrage : Tim Peel, Steve Kozari Steve Miller, David Brisebois |
| 25                                            | Tirs | 26                                               | | Arbitrage : Tim Peel, Steve Kozari Steve Miller, David Brisebois |

| 19 avril | New Jersey | 4-0 (0-0, 1-0, 3-0) | Floride | Prudential Center 17 625 spectateurs |

| Feuille de match | Feuille de match | Feuille de match | Feuille de match | Feuille de match                                                  |
| ---------------- | --- | ---------------- | ---------------- | ----------------------------------------------------------------- |
|                  | Z. Parisé (T. Zajac, M. Židlický) — 26 min 8 s (SN) S. Bernier (S. Gionta, M. Brodeur) — 42 min 2 s T. Zajac (D. Clarkson, B. Salvador) — 43 min 35 s I. Kovaltchouk (P. Harrold, B. Salvador) — 48 min 32 s (SN) | 1-0 2-0 3-0 4-0  | - -              | Arbitrage : Stephen Walkom, Ian Walsh Lonnie Cameron, Shane Heyer |
| M. Brodeur       | Gardiens | S. Clemmensen    |                  | Arbitrage : Stephen Walkom, Ian Walsh Lonnie Cameron, Shane Heyer |
| 26 min           | Pénalités | 12 min           |                  | Arbitrage : Stephen Walkom, Ian Walsh Lonnie Cameron, Shane Heyer |
| 27               | Tirs | 26               |                  | Arbitrage : Stephen Walkom, Ian Walsh Lonnie Cameron, Shane Heyer |

| 21 avril | Floride | 3-0 (0-0, 1-0, 2-0) | New Jersey | BankAtlantic Center 19 513 spectateurs |

| Feuille de match | Feuille de match | Feuille de match | Feuille de match | Feuille de match                                               |
| ---------------- | --- | ---------------- | ---------------- | -------------------------------------------------------------- |
|                  | K. Versteeg (S. Weiss, B. Campbell) — 24 min (SN) S. Upshall (K. Versteeg, S. Matthias) — 53 min 17 s T. Kopecký — 59 min 26 s (IN + CV) | 1-0 2-0 3-0      | -                | Arbitrage : Chris Lee, Wes McCauley Brian Murphy, Jonny Murray |
| S. Clemmensen    | Gardiens | M. Brodeur       |                  | Arbitrage : Chris Lee, Wes McCauley Brian Murphy, Jonny Murray |
| 8 min            | Pénalités | 14 min           |                  | Arbitrage : Chris Lee, Wes McCauley Brian Murphy, Jonny Murray |
| 33               | Tirs | 30               |                  | Arbitrage : Chris Lee, Wes McCauley Brian Murphy, Jonny Murray |

| 24 avril | New Jersey | 3-2 (pr) (1-0, 1-2, 0-0, 1-0) | Floride | Prudential Center 17 625 spectateurs |

| Feuille de match | Feuille de match | Feuille de match    | Feuille de match                                                                                       | Feuille de match                                                         |
| ---------------- | --- | ------------------- | --- | ------------------------------------------------------------------------ |
|                  | S. Bernier (R. Carter, P. Harrold) — 16 min 37 s I. Kovaltchouk (T. Zajac, P. Sýkora) — 24 min 21 s (SN) - T. Zajac (I. Kovaltchouk, Z. Parisé) — 65 min 39 s | 1-0 2-0 2-1 2-2 3-2 | - K. Versteeg (S. Weiss, D. Koulikov) — 27 min 5 s S. Bergenheim (T. Strachan, M. Goc) — 32 min 49 s - | Arbitrage : Brian Pochmara, Marc Joannette Scott Driscoll, Brad Kovachik |
| M. Brodeur       | Gardiens | S. Clemmensen       | | Arbitrage : Brian Pochmara, Marc Joannette Scott Driscoll, Brad Kovachik |
| 2 min            | Pénalités | 8 min               | | Arbitrage : Brian Pochmara, Marc Joannette Scott Driscoll, Brad Kovachik |
| 42               | Tirs | 16                  | | Arbitrage : Brian Pochmara, Marc Joannette Scott Driscoll, Brad Kovachik |

| 26 avril | Floride | 2-3 (pr) (0-1, 0-1, 2-0, 0-0, 0-1) | New Jersey | BankAtlantic Center 19 313 spectateurs |

| Feuille de match | Feuille de match                                                                                                 | Feuille de match    | Feuille de match | Feuille de match                                                    |
| ---------------- | --- | ------------------- | --- | ------------------------------------------------------------------- |
|                  | - S. Weiss (B. Campbell, M. Samuelsson) — 45 min 2 s (SN) M. Goc (S. Bergenheim, J. Garrison) — 56 min 32 s (SN) | 0-1 0-2 1-2 2-2 2-3 | A. Henrique (A. Voltchenkov, D. Clarkson) — 1 min 29 s S. Gionta (P. Harrold, R. Carter) — 29 min 15 s - A. Henrique (O. Ponikarovsky, D. Clarkson) — 83 min 47 s | Arbitrage : Dan O'Rourke, Chris Rooney Steve Miller, Pierre Racicot |
| J. Théodore      | Gardiens | M. Brodeur          | | Arbitrage : Dan O'Rourke, Chris Rooney Steve Miller, Pierre Racicot |
| 12 min           | Pénalités | 12 min              | | Arbitrage : Dan O'Rourke, Chris Rooney Steve Miller, Pierre Racicot |
| 45               | Tirs | 36                  | | Arbitrage : Dan O'Rourke, Chris Rooney Steve Miller, Pierre Racicot |

### Pittsburgh contre Philadelphie
Les Penguins de Pittsburgh sont classés quatrièmes de l'Association de l'Est à l'issue de la saison régulière et débutent ainsi les séries à domicile contre les Flyers de Philadelphie ; alors qu'ils sont menés sur le score de 3-0, les Flyers reviennent au score en inscrivant trois buts lors du temps règlementaire dont deux buts de Daniel Brière. Après deux minutes de prolongation, Jakub Voráček donne la première victoire aux Flyers en trompant le portier de Pittsburgh, Marc-André Fleury. Crosby inscrit le premier but de la soirée lors de la deuxième confrontation, ceci seulement après quinze secondes de jeu ; malgré ce but rapide, les Flyers l'emportent une nouvelle fois en revenant plusieurs fois au score. Sean Couturier et Claude Giroux sont les héros de la soirée en inscrivant trois buts chacun et une passe décisive pour Couturier et trois pour Giroux alors que les Flyers s'imposent 8-5.
Le premier match sur la patinoire des Flyers tourne à leur avantage avec une nouvelle victoire 8-4 ; la partie est marquée par un grand nombre de pénalités pour les deux équipes avec 89 minutes pour les Penguins et 69 pour les joueurs locaux.
| 11 avril | Pittsburgh | 3-4 (pr) (3-0, 0-1, 0-2, 0-1) | Philadelphie | Consol Energy Center 18 565 spectateurs |

| Feuille de match | Feuille de match | Feuille de match            | Feuille de match | Feuille de match                                                |
| ---------------- | --- | --------------------------- | --- | --------------------------------------------------------------- |
|                  | S. Crosby (P. Dupuis, K. Letang) — 3 min 43 s T. Kennedy (J. Staal, K. Letang) — 7 min 49 s P. Dupuis (S. Sullivan, S. Crosby) — 19 min 23 s - | 1-0 2-0 3-0 3-1 3-2 3-3 3-4 | - D. Brière (B. Schenn) — 26 min 22 s D. Brière (B. Schenn) — 49 min 17 s B. Schenn (S. Hartnell, J. Jágr) — 52 min 23 s (SN) J. Voráček (M. Carle, M. Read) — 62 min 23 s | Arbitrage : Mike Leggo, Brad Watson Tony Sericolo, Brian Murphy |
| MA. Fleury       | Gardiens | I. Bryzgalov                | | Arbitrage : Mike Leggo, Brad Watson Tony Sericolo, Brian Murphy |
| 2 min            | Pénalités | 6 min                       | | Arbitrage : Mike Leggo, Brad Watson Tony Sericolo, Brian Murphy |
| 28               | Tirs | 26                          | | Arbitrage : Mike Leggo, Brad Watson Tony Sericolo, Brian Murphy |

| 13 avril | Pittsburgh | 5-8 (3-1, 1-3, 1-5) | Philadelphie | Consol Energy Center 18 626 spectateurs |

| Feuille de match | Feuille de match | Feuille de match                                    | Feuille de match | Feuille de match                                                 |
| ---------------- | --- | --------------------------------------------------- | --- | ---------------------------------------------------------------- |
|                  | S. Crosby (S. Sullivan, P. Dupuis) — 15 s C. Kunitz (J. Neal, I. Malkine) — 9 min 27 s (SN) P. Martin (S. Crosby, P. Dupuis) — 19 min 42 s - C. Kunitz (J. Neal, I. Malkine) — 31 min 10 s (SN) - T. Kennedy (M. Cooke, J. Staal) — 41 min 4 s - | 1-0 2-0 2-1 3-1 3-2 3-3 4-3 4-4 5-4 5-5 5-6 5-7 5-8 | - M. Talbot (C. Giroux) — 12 min 44 s (IN) - C. Giroux (J. Voráček, K. Timonen) — 25 min 11 s (SN) C. Giroux (M. Talbot) — 31 min 4 s (IN) - S. Couturier (B. Coburn, N. Grossmann) — 39 min 57 s - S. Couturier — 41 min 21 s J. Jágr (P. Kubina, C. Giroux) — 49 min 23 s S. Couturier (C. Giroux, J. Voráček) — 58 min 11 s C. Giroux (S. Couturier) — 59 min 53 s (CV) | Arbitrage : Tim Peel, Steve Kozari Brad Lazarowich, Jonny Murray |
| MA. Fleury       | Gardiens | I. Bryzgalov                                        | | Arbitrage : Tim Peel, Steve Kozari Brad Lazarowich, Jonny Murray |
| 6 min            | Pénalités | 10 min                                              | | Arbitrage : Tim Peel, Steve Kozari Brad Lazarowich, Jonny Murray |
| 28               | Tirs | 31                                                  | | Arbitrage : Tim Peel, Steve Kozari Brad Lazarowich, Jonny Murray |

| 15 avril | Philadelphie | 8-4 (4-2, 2-2, 2-0) | Pittsburgh | Wells Fargo Center 20 092 spectateurs |

| Feuille de match | Feuille de match | Feuille de match                                | Feuille de match | Feuille de match                                                           |
| ---------------- | --- | ----------------------------------------------- | --- | -------------------------------------------------------------------------- |
|                  | - M. Talbot (C. Giroux, M. Carle) — 6 min 44 s (IN) D. Brière (S. Hartnell, J. Jágr) — 8 min 19 s (SN) D. Brière (W. Simmonds, B. Schenn) — 11 min 45 s - M. Read (D. Brière) — 15 min 40 s - M. Read (J. Jágr, B. Schenn) — 34 min 18 s (SN) - W. Simmonds (B. Coburn) — 39 min 14 s (SN) C. Giroux (J. Jágr) — 40 min 27 s M. Talbt (J. Voráček, B. Coburn) — 57 min 14 s (SN) | 0-1 1-1 2-1 3-1 3-2 4-2 4-3 5-3 5-4 6-4 7-4 8-4 | J. Staal (C. Kunitz, Z. Michálek) — 3 min 52 s - J. Neal (M. Niskanen, I. Malkine) — 15 min 17 s - J. Neal (I. Malkine, S. Crosby) — 30 min 31 s (SN) - J. Staal (J. Neal, C. Kunitz) — 35 min 40 s - | Arbitrage : Eric Furlatt, Francois StLaurent Scott Driscoll, Brad Kovachik |
| I. Bryzgalov     | Gardiens | MA. Fleury 40 min B. Thiessen 20 min            | | Arbitrage : Eric Furlatt, Francois StLaurent Scott Driscoll, Brad Kovachik |
| 69 min           | Pénalités | 89 min                                          | | Arbitrage : Eric Furlatt, Francois StLaurent Scott Driscoll, Brad Kovachik |
| 34               | Tirs | 35                                              | | Arbitrage : Eric Furlatt, Francois StLaurent Scott Driscoll, Brad Kovachik |

| 18 avril | Philadelphie | 3-10 (3-4, 0-5, 0-1) | Pittsburgh | Wells Fargo Center 20 172 spectateurs |

| Feuille de match                                 | Feuille de match | Feuille de match                                     | Feuille de match | Feuille de match                                                |
| ------------------------------------------------ | --- | ---------------------------------------------------- | --- | --------------------------------------------------------------- |
|                                                  | C. Giroux (J. Jágr, W. Simmonds) — 1 min 16 s (SN) - K. Timonen (C. Giroux, D. Brière) — 15 min 6 s (SN) J. Voráček (W. Simmonds, S. Hartnell) — 15 min 52 s (SN) - | 1-0 1-1 1-2 2-2 3-2 3-3 3-4 3-5 3-6 3-7 3-8 3-9 3-10 | - I. Malkine (P. Dupuis, R. Park) — 3 min 37 s M. Niskanen (S. Crosby, S. Sullivan) — 8 min 5 s (SN) - S. Crosby (M. Niskanen, I. Malkine) — 15 min 52 s J. Staal (E. Tangradi, M. Cooke) — 17 min 29 s K. Letang (S. Crosby, S. Sullivan) — 23 min 7 s (SN) J. Staal (T. Kennedy, M. Cooke) — 27 min 21 s (SN) S. Sullivan (MA. Fleury) — 30 min 55 s (SN) P. Dupuis (C. Kunitz) — 34 min 59 s J. Staal (D. Engelland) — 36 min 3 s I. Malkine (C. Kunitz, T. Kennedy) — 44 min 4 s | Arbitrage : Chris Lee, Wes McCauley Greg Devorski, Steve Barton |
| I. Bryzgalov 23 min 7 s S. Bobrovski 36 min 53 s | Gardiens | MA. Fleury                                           | | Arbitrage : Chris Lee, Wes McCauley Greg Devorski, Steve Barton |
| 64 min                                           | Pénalités | 36 min                                               | | Arbitrage : Chris Lee, Wes McCauley Greg Devorski, Steve Barton |
| 25                                               | Tirs | 36                                                   | | Arbitrage : Chris Lee, Wes McCauley Greg Devorski, Steve Barton |

| 20 avril | Pittsburgh | 3-2 (1-2, 2-0, 0-0) | Philadelphie | Consol Energy Center 18 628 spectateurs |

| Feuille de match | Feuille de match | Feuille de match    | Feuille de match                                                                                         | Feuille de match                                                 |
| ---------------- | --- | ------------------- | --- | ---------------------------------------------------------------- |
|                  | - S. Sullivan (K. Letang, J. Neal) — 11 min 45 s (SN) - J. Staal (T. Kennedy, K. Letang) — 26 min 15 s T. Kennedy (M. Cooke, J. Staal) — 29 min 23 s | 0-1 1-1 1-2 2-2 3-2 | M. Carle (M. Read, J. Jágr) — 11 min 45 s (SN) - S. Hartnell (D. Brière, C. Giroux) — 17 min 35 s (SN) - | Arbitrage : Paul Devorski, Dan O'Rourke Jean Morin, Derek Nansen |
| MA. Fleury       | Gardiens | I. Bryzgalov        | | Arbitrage : Paul Devorski, Dan O'Rourke Jean Morin, Derek Nansen |
| 10 min           | Pénalités | 6 min               | | Arbitrage : Paul Devorski, Dan O'Rourke Jean Morin, Derek Nansen |
| 23               | Tirs | 26                  | | Arbitrage : Paul Devorski, Dan O'Rourke Jean Morin, Derek Nansen |

| 22 avril | Philadelphie | 5-1 (2-0, 2-1, 1-0) | Pittsburgh | Wells Fargo Center 20 127 spectateurs |

| Feuille de match | Feuille de match | Feuille de match        | Feuille de match              | Feuille de match                                                       |
| ---------------- | --- | ----------------------- | ----------------------------- | ---------------------------------------------------------------------- |
|                  | C. Giroux — 32 s S. Hartnell (C. Giroux, J. Voráček) — 13 min 1 s (SN) E. Gustafsson (B. Coburn, C. Giroux) — 25 min 25 s - D. Brière (J. Voráček, M. Carle) — 29 min 10 s B. Schenn — 59 min 52 s (CV) | 1-0 2-0 3-0 3-1 4-1 5-1 | 28 min 34 s — I. Malkine (SN) | Arbitrage : Kevin Pollock, Kelly Sutherland Derek Amell, Scott Cherrey |
| I. Bryzgalov     | Gardiens | MA. Fleury              |                               | Arbitrage : Kevin Pollock, Kelly Sutherland Derek Amell, Scott Cherrey |
| 10 min           | Pénalités | 6 min                   |                               | Arbitrage : Kevin Pollock, Kelly Sutherland Derek Amell, Scott Cherrey |
| 23               | Tirs | 31                      |                               | Arbitrage : Kevin Pollock, Kelly Sutherland Derek Amell, Scott Cherrey |

### Vancouver contre Los Angeles
| 11 avril | Vancouver | 2-4 (1-1, 1-1, 0-2) | Los Angeles | Rogers Arena 18 890 spectateurs |

| Feuille de match | Feuille de match                                                                                  | Feuille de match        | Feuille de match | Feuille de match                                                   |
| ---------------- | ------------------------------------------------------------------------------------------------- | ----------------------- | --- | ------------------------------------------------------------------ |
|                  | A. Burrows (H. Sedin, R. Kesler) — 4 min 17 s - A. Edler (M. Lapierre, R. Kesler) — 39 min 52 s - | 1-0 1-1 1-2 2-2 2-3 2-4 | - M. Richards (A. Kopitar, D. Doughty) — 13 min 31 s (SN) W. Mitchell (A. Martinez, J. Williams) — 36 min 33 s (SN) - D. Penner (J. Carter, M. Richards) — 56 min 46 s D. Brown (M. Richards, J. Carter) — 59 min 42 s (CV) | Arbitrage : Paul Devorski, Dan O'Rourke Derek Amell, Scott Cherrey |
| R. Luongo        | Gardiens                                                                                          | J. Quick                | | Arbitrage : Paul Devorski, Dan O'Rourke Derek Amell, Scott Cherrey |
| 27 min           | Pénalités                                                                                         | 10 min                  | | Arbitrage : Paul Devorski, Dan O'Rourke Derek Amell, Scott Cherrey |
| 26               | Tirs                                                                                              | 39                      | | Arbitrage : Paul Devorski, Dan O'Rourke Derek Amell, Scott Cherrey |

| 13 avril | Vancouver | 2-4 (0-1, 1-1, 1-2) | Los Angeles | Rogers Arena 18 890 spectateurs |

| Feuille de match | Feuille de match                                                                           | Feuille de match        | Feuille de match | Feuille de match                                               |
| ---------------- | ------------------------------------------------------------------------------------------ | ----------------------- | --- | -------------------------------------------------------------- |
|                  | - J. Hansen (H. Sendin) — 20 min 17 s - S. Påhlsson (K. Ballard, M. Raymond) — 56 min 22 s | 0-1 1-1 1-2 1-3 1-4 2-4 | D. Brown (A. Kopitar) — 19 min 51 s (IN) - D. Brown — 25 min 17 s J. Stoll (J. Williams, D. Brown) — 48 min 30 s (SN) T. Lewis (D. Penner) — 54 min 51 s - | Arbitrage : Chris Lee, Wes McCauley Derek Amell, Scott Cherrey |
| R. Luongo        | Gardiens                                                                                   | J. Quick                | | Arbitrage : Chris Lee, Wes McCauley Derek Amell, Scott Cherrey |
| 32 min           | Pénalités                                                                                  | 14 min                  | | Arbitrage : Chris Lee, Wes McCauley Derek Amell, Scott Cherrey |
| 48               | Tirs                                                                                       | 26                      | | Arbitrage : Chris Lee, Wes McCauley Derek Amell, Scott Cherrey |

| 15 avril | Los Angeles | 1-0 (0-0, 0-0, 1-0) | Vancouver | Staples Center 18 352 spectateurs |

| Feuille de match | Feuille de match                                 | Feuille de match | Feuille de match | Feuille de match                                                      |
| ---------------- | ------------------------------------------------ | ---------------- | ---------------- | --------------------------------------------------------------------- |
|                  | D. Brown (J. Williams, A. Kopitar) — 46 min 30 s | 1-0              | -                | Arbitrage : Kelly Sutherland, Kevin Pollock Mark Wheler, Jay Sharrers |
| J. Quick         | Gardiens                                         | C. Schneider     |                  | Arbitrage : Kelly Sutherland, Kevin Pollock Mark Wheler, Jay Sharrers |
| 13 min           | Pénalités                                        | 21 min           |                  | Arbitrage : Kelly Sutherland, Kevin Pollock Mark Wheler, Jay Sharrers |
| 20               | Tirs                                             | 41               |                  | Arbitrage : Kelly Sutherland, Kevin Pollock Mark Wheler, Jay Sharrers |

| 18 avril | Los Angeles | 1-3 (1-0, 0-2, 0-1) | Vancouver | Staples Center 18 409 spectateurs |

| Feuille de match | Feuille de match                                 | Feuille de match | Feuille de match | Feuille de match                                                |
| ---------------- | ------------------------------------------------ | ---------------- | --- | --------------------------------------------------------------- |
|                  | A. Kopitar (J. Williams, W. Mitchell) — 13 min - | 1-0 1-1 1-2 1-3  | - A. Edler (D. Hamhuis, R. Kesler) — 24 min 7 s (SN) K. Bieksa (D. Booth) — 28 min 36 s H. Sedin (D. Hamhuis, D. Sedin) — 45 min 45 s | Arbitrage : Dan O'Halloran, Tom Kowal Jay Sharrers, Mark Wheler |
| J. Quick         | Gardiens                                         | C. Schneider     | | Arbitrage : Dan O'Halloran, Tom Kowal Jay Sharrers, Mark Wheler |
| 8 min            | Pénalités                                        | 8 min            | | Arbitrage : Dan O'Halloran, Tom Kowal Jay Sharrers, Mark Wheler |
| 44               | Tirs                                             | 30               | | Arbitrage : Dan O'Halloran, Tom Kowal Jay Sharrers, Mark Wheler |

| 22 avril | Vancouver | 1-2 (1-0, 0-0, 0-1, 0-1) | Los Angeles | Rogers Arena 18 890 spectateurs |

| Feuille de match | Feuille de match                                 | Feuille de match | Feuille de match                                                                 | Feuille de match                                               |
| ---------------- | ------------------------------------------------ | ---------------- | -------------------------------------------------------------------------------- | -------------------------------------------------------------- |
|                  | Henrik Sedin (D. Sedin, D. Hamhuis) — 14 min 4 s | 1-0 1-1 1-2      | Brad Richardson (D. Doughty) — 43 min 21 s Jarret Stoll (T. Lewis) — 64 min 27 s | Arbitrage : Chris Rooney, Brad Meier Tim Nowak, Pierre Racicot |
| C. Schneider     | Gardiens                                         | J. Quick         |                                                                                  | Arbitrage : Chris Rooney, Brad Meier Tim Nowak, Pierre Racicot |
| 6 min            | Pénalités                                        | 8 min            |                                                                                  | Arbitrage : Chris Rooney, Brad Meier Tim Nowak, Pierre Racicot |
| 27               | Tirs                                             | 37               |                                                                                  | Arbitrage : Chris Rooney, Brad Meier Tim Nowak, Pierre Racicot |

### Saint-Louis contre San José
Les Blues de Saint-Louis remportent la série en cinq matchs. À la fin de la deuxième rencontre remportée 3-0 par Saint-Louis, une bagarre générale éclate entre les deux équipes qui terminent finalement avec plus de 60 minutes de pénalité chacune.
| 12 avril | Saint-Louis | 2-3 (pr) (0-0, 0-1, 2-1, 0-1) | San José | Scottrade Center 19 333 spectateurs |

| Feuille de match | Feuille de match                                                                                                  | Feuille de match    | Feuille de match | Feuille de match                                                      |
| ---------------- | --- | ------------------- | --- | --------------------------------------------------------------------- |
|                  | - P. Berglund (K. Shattenkirk, A. Steen) — 40 min 54 s P. Berglund (A. McDonald, K. Russell) — 47 min 28 s (SN) - | 0-1 1-1 2-1 2-2 2-3 | M. Havlát (D. Boyle, R. Clowe) — 26 min 2 s (SN) - A. Desjardins (T. Wingels, D. Boyle) — 54 min 44 s M. Havlát (R. Clowe, L. Couture) — 83 min 34 s | Arbitrage : Kelly Sutherland, Kevin Pollock Tim Nowak, Pierre Racicot |
| J. Halák         | Gardiens | A. Niemi            | | Arbitrage : Kelly Sutherland, Kevin Pollock Tim Nowak, Pierre Racicot |
| 8 min            | Pénalités | 8 min               | | Arbitrage : Kelly Sutherland, Kevin Pollock Tim Nowak, Pierre Racicot |
| 42               | Tirs | 34                  | | Arbitrage : Kelly Sutherland, Kevin Pollock Tim Nowak, Pierre Racicot |

| 14 avril | Saint-Louis | 3-0 (1-0, 1-0, 1-0) | San José | Scottrade Center 19 500 spectateurs |

| Feuille de match                                | Feuille de match | Feuille de match | Feuille de match | Feuille de match                                                    |
| ----------------------------------------------- | --- | ---------------- | ---------------- | ------------------------------------------------------------------- |
|                                                 | V. Sobotka — 1 min 31 s D. Backes (T. J. Oshie) — 13 min 49 s A. McDonald (T. J. Oshie, A. Pietrangelo) — 59 min 35 s (SN) | 1-0 2-0 3-0      | -                | Arbitrage : Marc Joannette, Brian Pochmara Jean Morin, Derek Nansen |
| J. Halák (20 min 49 s) B. Elliott (38 min 53 s) | Gardiens | A. Niemi         |                  | Arbitrage : Marc Joannette, Brian Pochmara Jean Morin, Derek Nansen |
| 68 min                                          | Pénalités | 64 min           |                  | Arbitrage : Marc Joannette, Brian Pochmara Jean Morin, Derek Nansen |
| 33                                              | Tirs | 29               |                  | Arbitrage : Marc Joannette, Brian Pochmara Jean Morin, Derek Nansen |

| 16 avril | San José | 3-4 (1-1, 0-2, 2-1) | Saint-Louis | HP Pavilion at San Jose 17 562 spectateurs |

| Feuille de match | Feuille de match | Feuille de match            | Feuille de match | Feuille de match                                                 |
| ---------------- | --- | --------------------------- | --- | ---------------------------------------------------------------- |
|                  | - B. Burns (J. Thornton, L. Couture) — 16 min 45 s (SN) - C. White (R. Clowe, J. Thornton) — 56 min 58 s L. Couture (J. Thornton, M. Havlát) — 59 min 43 s | 0-1 1-1 1-2 1-3 1-4 2-4 3-4 | P. Berglund (A. McDonald, C. Colaiacovo) — 14 min 31 s (SN) - A. McDonald (P. Berglund, C. Colaiacovo) — 21 min 1 s J. Arnott (A. McDonald, A. Steen) — 30 min 6 s (SN) A. Steen (A. McDonald, C. Colaiacovo) — 40 min 59 s (SN) | Arbitrage : Paul Devorski, Dan O'Rourke Jean Morin, Derek Nansen |
| A. Niemi         | Gardiens | B. Elliott                  | | Arbitrage : Paul Devorski, Dan O'Rourke Jean Morin, Derek Nansen |
| 10 min           | Pénalités | 10 min                      | | Arbitrage : Paul Devorski, Dan O'Rourke Jean Morin, Derek Nansen |
| 29               | Tirs | 27                          | | Arbitrage : Paul Devorski, Dan O'Rourke Jean Morin, Derek Nansen |

| 19 avril | San José | 1-2 (0-1, 0-0, 1-1) | Saint-Louis | HP Pavilion at San Jose 17 562 spectateurs |

| Feuille de match | Feuille de match                                   | Feuille de match | Feuille de match                                                                                       | Feuille de match                                               |
| ---------------- | -------------------------------------------------- | ---------------- | --- | -------------------------------------------------------------- |
|                  | - J. Thornton (L. Couture, B. Burns) — 58 min 53 s | 0-1 0-2 1-2      | B. Crombeen (P. Berglund, D. Perron) — 7 min 12 s A. McDonald (P. Berglund, D. Perron) — 52 min (SN) - | Arbitrage : Brad Meier, Chris Rooney Mark Wheler, Jay Sharrers |
| A. Niemi         | Gardiens                                           | B. Elliott       | | Arbitrage : Brad Meier, Chris Rooney Mark Wheler, Jay Sharrers |
| 6 min            | Pénalités                                          | 8 min            | | Arbitrage : Brad Meier, Chris Rooney Mark Wheler, Jay Sharrers |
| 25               | Tirs                                               | 24               | | Arbitrage : Brad Meier, Chris Rooney Mark Wheler, Jay Sharrers |

| 21 avril | Saint-Louis | 3-1 (0-0, 0-1, 3-0) | San José | Scottrade Center 19 490 spectateurs |

| Feuille de match | Feuille de match | Feuille de match | Feuille de match                                     | Feuille de match                                                    |
| ---------------- | --- | ---------------- | ---------------------------------------------------- | ------------------------------------------------------------------- |
|                  | - J. Langenbrunner (S. Nichol, V. Sobotka) — 51 min 16 s D. Perron (A. Pietrangelo, T. J. Oshie) — 52 min 1 s A. McDonald (P. Berglund, A. Pietrangelo) — 59 min 21 s (CV) | 0-1 1-1 2-1 3-1  | J. Thornton (D. Winnik, T. Mitchell) — 39 min 19 s - | Arbitrage : Tom Kowal, Dan O'Halloran Steve Miller, David Brisebois |
| B. Elliott       | Gardiens | A. Niemi         |                                                      | Arbitrage : Tom Kowal, Dan O'Halloran Steve Miller, David Brisebois |
| 9 min            | Pénalités | 9 min            |                                                      | Arbitrage : Tom Kowal, Dan O'Halloran Steve Miller, David Brisebois |
| 27               | Tirs | 27               |                                                      | Arbitrage : Tom Kowal, Dan O'Halloran Steve Miller, David Brisebois |

### Phoenix contre Chicago
| 12 avril | Phoenix | 3-2 (pr) (0-1, 2-0, 0-1, 1-0) | Chicago | Jobing.com Arena 17 138 spectateurs |

| Feuille de match | Feuille de match                                                                         | Feuille de match    | Feuille de match                                                                           | Feuille de match                                                       |
| ---------------- | ---------------------------------------------------------------------------------------- | ------------------- | ------------------------------------------------------------------------------------------ | ---------------------------------------------------------------------- |
|                  | - T. Pyatt (D. Langkow) — 27 min 38 s A. Vermette (R. Torres, K. Yandle) — 37 min 27 s - | 0-1 1-1 2-1 2-2 3-2 | J. Toews (P. Kane, J. Oduya) — 4 min 4 s - B. Seabrook (J. Toews, P. Kane) — 59 min 45 s - | Arbitrage : Marc Joannette, Brian Pochmara Shane Heyer, Lonnie Cameron |
| M. Smith         | Gardiens                                                                                 | C. Crawford         |                                                                                            | Arbitrage : Marc Joannette, Brian Pochmara Shane Heyer, Lonnie Cameron |
| 10 min           | Pénalités                                                                                | 6 min               |                                                                                            | Arbitrage : Marc Joannette, Brian Pochmara Shane Heyer, Lonnie Cameron |
| 34               | Tirs                                                                                     | 45                  |                                                                                            | Arbitrage : Marc Joannette, Brian Pochmara Shane Heyer, Lonnie Cameron |

| 14 avril | Phoenix | 3-4 (pr) (2-1, 1-1, 0-1, 0-1) | Chicago | Jobing.com Arena 17 539 spectateurs |

| Feuille de match | Feuille de match | Feuille de match            | Feuille de match | Feuille de match                                                    |
| ---------------- | --- | --------------------------- | --- | ------------------------------------------------------------------- |
|                  | - R. Torres (S. Doan) — 8 min 52 s A. Vermette (K. Yandle, O. Ekman Larsson) — 13 min 44 s (SN) - A. Vermette (K. Yandle, D. Morris) — 38 min 41 s (SN) - | 0-1 1-1 2-1 2-2 3-2 3-3 3-4 | B. Bickell (D. Bolland, J. Oduya) — 3 min 5 s (SN) - B. Bollig (N. Leddy, D. Keith) — 26 min 57 s - P. Sharp (B. Seabrook, P. Kane) — 59 min 54 s B. Bickell (V. Stålberg) — 70 min 36 s | Arbitrage : Paul Devorski, Dan O'Rourke Shane Heyer, Lonnie Cameron |
| M. Smith         | Gardiens | C. Crawford                 | | Arbitrage : Paul Devorski, Dan O'Rourke Shane Heyer, Lonnie Cameron |
| 6 min            | Pénalités | 19 min                      | | Arbitrage : Paul Devorski, Dan O'Rourke Shane Heyer, Lonnie Cameron |
| 33               | Tirs | 50                          | | Arbitrage : Paul Devorski, Dan O'Rourke Shane Heyer, Lonnie Cameron |

| 17 avril | Chicago | 2-3 (pr) (1-0, 0-0, 1-2, 0-1) | Phoenix | United Center 21 627 spectateurs |

| Feuille de match | Feuille de match                                                                                   | Feuille de match    | Feuille de match | Feuille de match                                                    |
| ---------------- | -------------------------------------------------------------------------------------------------- | ------------------- | --- | ------------------------------------------------------------------- |
|                  | A. Brunette (P. Kane, N. Leddy) — 19 min 31 s - M. Frolík (B. Seabrook, D. Bolland) — 48 min 9 s - | 1-0 1-1 2-1 2-2 2-3 | - R. Klesla (M. Bødker, B. Gordon) — 48 min 16 s - R. Whitney (R. Klesla, D. Langkow) — 59 min 21 s M. Bødker (T. Pyatt, R. Klesla) — 73 min 15 s | Arbitrage : Stephen Walkom, Ian Walsh Brad Lazarowich, Jonny Murray |
| M. Smith         | Gardiens                                                                                           | C. Crawford         | | Arbitrage : Stephen Walkom, Ian Walsh Brad Lazarowich, Jonny Murray |
| 18 min           | Pénalités                                                                                          | 8 min               | | Arbitrage : Stephen Walkom, Ian Walsh Brad Lazarowich, Jonny Murray |
| 37               | Tirs                                                                                               | 34                  | | Arbitrage : Stephen Walkom, Ian Walsh Brad Lazarowich, Jonny Murray |

| 19 avril | Chicago | 2-3 (pr) (0-0, 0-0, 2-2, 0-1) | Phoenix | United Center 22 111 spectateurs |

| Feuille de match | Feuille de match                                                                                        | Feuille de match    | Feuille de match | Feuille de match                                                       |
| ---------------- | --- | ------------------- | --- | ---------------------------------------------------------------------- |
|                  | - B. Morrison (J. Toews, N. Hjalmarsson) — 50 min 25 s M. Frolík (D. Bolland, J. Oduya) — 58 min 34 s - | 0-1 0-2 1-2 2-2 2-3 | S. Doan (R. Whitney) — 47 min 3 s T. Pyatt (A. Vermette, R. Vrbata) — 47 min 47 s - M. Bødker (B. Gordon, K. Yandle) — 62 min 15 s | Arbitrage : Kelly Sutherland, Kevin Pollock Derek Amell, Scott Cherrey |
| M. Smith         | Gardiens                                                                                                | C. Crawford         | | Arbitrage : Kelly Sutherland, Kevin Pollock Derek Amell, Scott Cherrey |
| 9 min            | Pénalités                                                                                               | 21 min              | | Arbitrage : Kelly Sutherland, Kevin Pollock Derek Amell, Scott Cherrey |
| 32               | Tirs | 19                  | | Arbitrage : Kelly Sutherland, Kevin Pollock Derek Amell, Scott Cherrey |

| 21 avril | Phoenix | 1-2 (pr) (0-0, 1-0, 0-1, 0-1) | Chicago | Jobing.com Arena 17 746 spectateurs |

| Feuille de match | Feuille de match                                 | Feuille de match | Feuille de match                                                                 | Feuille de match                                              |
| ---------------- | ------------------------------------------------ | ---------------- | -------------------------------------------------------------------------------- | ------------------------------------------------------------- |
|                  | G. Brulé (MA. Pouliot, M. Smith) — 42 min 46 s - | 1-0 1-1 1-2      | N. Leddy (M. Frolík, B. Saad) — 49 min 15 s J. Toews (V. Stålberg) — 62 min 44 s | Arbitrage : Brad Watson, Mike Leggo Jay Sharrers, Mark Wheler |
| C. Crawford      | Gardiens                                         | M. Smith         |                                                                                  | Arbitrage : Brad Watson, Mike Leggo Jay Sharrers, Mark Wheler |
| 8 min            | Pénalités                                        | 8 min            |                                                                                  | Arbitrage : Brad Watson, Mike Leggo Jay Sharrers, Mark Wheler |
| 19               | Tirs                                             | 38               |                                                                                  | Arbitrage : Brad Watson, Mike Leggo Jay Sharrers, Mark Wheler |

| 23 avril | Chicago | 0-4 (0-0, 0-1, 0-3) | Phoenix | United Center 21 636 spectateurs |

| Feuille de match | Feuille de match | Feuille de match | Feuille de match | Feuille de match                                                  |
| ---------------- | ---------------- | ---------------- | --- | ----------------------------------------------------------------- |
|                  | -                | 0-1 0-2 0-3 0-4  | O. Ekman Larsson (K. Yandle, R. Whitney) — 33 min 14 s (SN) G. Brulé (K. Chipchura) — 42 min 24 s A. Vermette (M. Bødker, O. Ekman Larsson) — 53 min 4 s (SN) K. Chipchura (G. Brulé, D. Langkow) — 54 min 56 s | Arbitrage : Chris Lee, Wes McCauley David Brisebois, Steve Miller |
| M. Smith         | Gardiens         | C. Crawford      | | Arbitrage : Chris Lee, Wes McCauley David Brisebois, Steve Miller |
| 29 min           | Pénalités        | 4 min            | | Arbitrage : Chris Lee, Wes McCauley David Brisebois, Steve Miller |
| 39               | Tirs             | 20               | | Arbitrage : Chris Lee, Wes McCauley David Brisebois, Steve Miller |

### Nashville contre Détroit
Les quatrième et cinquième de l'Association de l'Ouest sont les Predators de Nashville et les Red Wings de Détroit ; les joueurs de Nashville éliminent les Red Wings en cinq rencontres malgré une victoire de Détroit lors du deuxième match dans la patinoire des Predators. Hormis lors du quatrième match, une victoire 3-1 de Nashville, tous les matchs se terminent avec un seul but d'écart entre les deux formations. Détroit est éliminée au premier tour des séries pour la première fois depuis la saison 2005-2006.
| 11 avril | Nashville | 3-2 (1-0, 1-1, 1-1) | Détroit | Bridgestone Arena 17 113 spectateurs |

| Feuille de match | Feuille de match | Feuille de match    | Feuille de match                                                                               | Feuille de match                                                   |
| ---------------- | --- | ------------------- | ---------------------------------------------------------------------------------------------- | ------------------------------------------------------------------ |
|                  | P. Gaustad (B. Yip, F. Bouillon) — 6 min 59 s - G. Bourque (M. Halischuk) — 32 min 29 s G. Bourque (N. Spaling, P. Hörnqvist) — 51 min 35 s - | 1-0 1-1 2-1 3-1 3-2 | - H. Zetterberg — 22 min 29 s (SN) - T. Holmström (K. Quincey, V. Filppula) — 57 min 53 s (SN) | Arbitrage : Chris Rooney, Brad Meier Scott Driscoll, Brad Kovachik |
| P. Rinne         | Gardiens | J. Howard           |                                                                                                | Arbitrage : Chris Rooney, Brad Meier Scott Driscoll, Brad Kovachik |
| 20 min           | Pénalités | 14 min              |                                                                                                | Arbitrage : Chris Rooney, Brad Meier Scott Driscoll, Brad Kovachik |
| 26               | Tirs | 37                  |                                                                                                | Arbitrage : Chris Rooney, Brad Meier Scott Driscoll, Brad Kovachik |

| 13 avril | Nashville | 2-3 (0-2, 1-1, 1-0) | Détroit | Bridgestone Arena 17 113 spectateurs |

| Feuille de match | Feuille de match                                                                                          | Feuille de match    | Feuille de match | Feuille de match                                                  |
| ---------------- | --- | ------------------- | --- | ----------------------------------------------------------------- |
|                  | - A. Kastsitsyne (A. Radoulov, D. Legwand) — 29 min 1 s - S. Weber (P. Gaustad, N. Spaling) — 55 min 16 s | 0-1 0-2 1-2 1-3 2-3 | I. White (T. Holmström, D. Miller) — 8 min 25 s C. Emmerton — 15 min 33 s - J. Franzén (B. Stuart, P. Datsiouk) — 39 min 57 s - | Arbitrage : Brad Watson, Mike Leggo Scott Driscoll, Brad Kovachik |
| P. Rinne         | Gardiens                                                                                                  | J. Howard           | | Arbitrage : Brad Watson, Mike Leggo Scott Driscoll, Brad Kovachik |
| 9 min            | Pénalités                                                                                                 | 17 min              | | Arbitrage : Brad Watson, Mike Leggo Scott Driscoll, Brad Kovachik |
| 26               | Tirs | 17                  | | Arbitrage : Brad Watson, Mike Leggo Scott Driscoll, Brad Kovachik |

| 15 avril | Détroit | 2-3 (0-1, 1-1, 1-1) | Nashville | Joe Louis Arena 20 066 spectateurs |

| Feuille de match | Feuille de match                                                                        | Feuille de match    | Feuille de match | Feuille de match                                                 |
| ---------------- | --------------------------------------------------------------------------------------- | ------------------- | --- | ---------------------------------------------------------------- |
|                  | - P. Datsiouk — 35 min 3 s - H. Zetterberg (P. Datsiouk, N. Kronwall) — 59 min 6 s (SN) | 0-1 0-2 1-2 1-3 2-3 | S. Weber (A. Kastsitsyne, A. Radoulov) — 2 min 48 s (SN) K. Klein (M. Erat) — 23 min 50 s - S. Kastsitsyne (M. Fisher, K. Klein) — 56 min 30 s - | Arbitrage : Tim Peel, Steve Kozari Brad Lazarowich, Jonny Murray |
| J. Howard        | Gardiens                                                                                | P. Rinne            | | Arbitrage : Tim Peel, Steve Kozari Brad Lazarowich, Jonny Murray |
| 12 min           | Pénalités                                                                               | 12 min              | | Arbitrage : Tim Peel, Steve Kozari Brad Lazarowich, Jonny Murray |
| 43               | Tirs                                                                                    | 22                  | | Arbitrage : Tim Peel, Steve Kozari Brad Lazarowich, Jonny Murray |

| 17 avril | Détroit | 1-3 (0-0, 0-0, 1-3) | Nashville | Joe Louis Arena 20 066 spectateurs |

| Feuille de match | Feuille de match                                           | Feuille de match | Feuille de match                                                                                                   | Feuille de match                                                       |
| ---------------- | ---------------------------------------------------------- | ---------------- | --- | ---------------------------------------------------------------------- |
|                  | - J. Hudler (N. Kronwall, K. Quincey) — 43 min 14 s (SN) - | 0-1 1-1 1-2 1-3  | G. Bourque (A. Radoulov) — 41 min 55 s - K. Klein (M. Erat, M. Fisher) — 46 min 25 s D. Legwand — 59 min 21 s (SN) | Arbitrage : Kelly Sutherland, Kevin Pollock Derek Amell, Scott Cherrey |
| J. Howard        | Gardiens                                                   | P. Rinne         | | Arbitrage : Kelly Sutherland, Kevin Pollock Derek Amell, Scott Cherrey |
| 6 min            | Pénalités                                                  | 14 min           | | Arbitrage : Kelly Sutherland, Kevin Pollock Derek Amell, Scott Cherrey |
| 41               | Tirs                                                       | 17               | | Arbitrage : Kelly Sutherland, Kevin Pollock Derek Amell, Scott Cherrey |

| 20 avril | Nashville | 2-1 (1-0, 0-1, 1-0) | Détroit | Bridgestone Arena 17 113 spectateurs |

| Feuille de match | Feuille de match                                                                            | Feuille de match | Feuille de match                                     | Feuille de match                                                         |
| ---------------- | ------------------------------------------------------------------------------------------- | ---------------- | ---------------------------------------------------- | ------------------------------------------------------------------------ |
|                  | A. Radoulov (D. Legwand) — 16 min 10 s - D. Legwand (G. Bourque, A. Radoulov) — 40 min 13 s | 1-0 1-1 2-1      | J. Hudler (V. Filppula, H. Zetterberg) — 33 min 45 s | Arbitrage : Eric Furlatt, Francois StLaurent Steve Barton, Greg Devorski |
| P. Rinne         | Gardiens                                                                                    | J. Howard        |                                                      | Arbitrage : Eric Furlatt, Francois StLaurent Steve Barton, Greg Devorski |
| 4 min            | Pénalités                                                                                   | 6 min            |                                                      | Arbitrage : Eric Furlatt, Francois StLaurent Steve Barton, Greg Devorski |
| 25               | Tirs                                                                                        | 22               |                                                      | Arbitrage : Eric Furlatt, Francois StLaurent Steve Barton, Greg Devorski |

## Demi-finales d'association

### New York contre Washington
| 28 avril | New York | 3-1 (0-0, 1-1, 2-0) | Washington | Madison Square Garden 18 200 spectateurs |

| Feuille de match | Feuille de match | Feuille de match | Feuille de match                        | Feuille de match                                                       |
| ---------------- | --- | ---------------- | --------------------------------------- | ---------------------------------------------------------------------- |
|                  | A. Anissimov (R. Fedotenko, R. McDonagh) — 32 min 38 s - C. Kreider (D. Stepan) — 47 min B. Richards (C. Kreider, M. Gáborík) — 48 min 30 s | 1-0 1-1 2-1 3-1  | - J. Chimera (B. Laich) — 39 min 56 s - | Arbitrage : Steve Kozari, Kevin Pollock Scott Driscoll, Pierre Racicot |
| H. Lundqvist     | Gardiens | B. Holtby        |                                         | Arbitrage : Steve Kozari, Kevin Pollock Scott Driscoll, Pierre Racicot |
| 8 min            | Pénalités | 8 min            |                                         | Arbitrage : Steve Kozari, Kevin Pollock Scott Driscoll, Pierre Racicot |
| 14               | Tirs | 18               |                                         | Arbitrage : Steve Kozari, Kevin Pollock Scott Driscoll, Pierre Racicot |

| 30 avril | New York | 2-3 (1-2, 0-0, 1-1) | Washington | Madison Square Garden 18 200 spectateurs |

| Feuille de match | Feuille de match | Feuille de match    | Feuille de match | Feuille de match                                                    |
| ---------------- | --- | ------------------- | --- | ------------------------------------------------------------------- |
|                  | - B. Richards (M. Gáborík, M. Del Zotto) — 19 min 17 s R. Callahan (M. Del Zotto, B. Richards) — 46 min 58 s (SN) - | 0-1 0-2 1-2 2-2 2-3 | M. Knuble (K. Aucoin, J. Ward) — 12 min 20 s J. Chimera (M. Hendricks, J. Beagle) — 17 min 14 s - A. Ovetchkine (N. Bäckström) — 52 min 33 s (SN) | Arbitrage : Eric Furlatt, Stephen Walkom Brian Murphy, Jonny Murray |
| H. Lundqvist     | Gardiens | B. Holtby           | | Arbitrage : Eric Furlatt, Stephen Walkom Brian Murphy, Jonny Murray |
| 8 min            | Pénalités | 8 min               | | Arbitrage : Eric Furlatt, Stephen Walkom Brian Murphy, Jonny Murray |
| 28               | Tirs | 25                  | | Arbitrage : Eric Furlatt, Stephen Walkom Brian Murphy, Jonny Murray |

| 2 mai | Washington | 1-2 (3 pr) (0-0, 1-1, 0-0, 0-0, 0-0, 0-1) | New York | Verizon Center 18 506 spectateurs |

| Feuille de match | Feuille de match                                     | Feuille de match | Feuille de match                                                                                                | Feuille de match                                                   |
| ---------------- | ---------------------------------------------------- | ---------------- | --- | ------------------------------------------------------------------ |
|                  | - J. Carlson (A. Siomine, K. Alzner) — 31 min 10 s - | 0-1 1-1 1-2      | R. Callahan (M. Del Zotto, M. Gáborík) — 26 min 42 s (SN) - M. Gáborík (B. Richards, D. Girardi) — 114 min 41 s | Arbitrage : Chris Rooney, Dan O'Rourke Steve Miller, Brad Kovachik |
| B. Holtby        | Gardiens                                             | H. Lundqvist     | | Arbitrage : Chris Rooney, Dan O'Rourke Steve Miller, Brad Kovachik |
| 8 min            | Pénalités                                            | 6 min            | | Arbitrage : Chris Rooney, Dan O'Rourke Steve Miller, Brad Kovachik |
| 46               | Tirs                                                 | 49               | | Arbitrage : Chris Rooney, Dan O'Rourke Steve Miller, Brad Kovachik |

| 5 mai | Washington | 3-2 (1-0, 1-2, 1-0) | New York | Verizon Center 18 506 spectateurs |

| Feuille de match | Feuille de match | Feuille de match    | Feuille de match                                                                                        | Feuille de match                                                 |
| ---------------- | --- | ------------------- | --- | ---------------------------------------------------------------- |
|                  | A. Ovetchkine — 12 min 43 s - N. Bäckström (J. Chimera, J. Ward) — 31 min 54 s - M. Green (D. Wideman) — 54 min 12 s (SN) | 1-0 1-1 2-1 2-2 3-2 | - A. Anissimov (D. Girardi, B. Boyle) — 21 min 10 s - M. Gáborík (A. Anissimov, M. Staal) — 36 min 43 s | Arbitrage : Marc Joannette, Brad Watson Steve Barton, Jean Morin |
| B. Holtby        | Gardiens | H. Lundqvist        | | Arbitrage : Marc Joannette, Brad Watson Steve Barton, Jean Morin |
| 4 min            | Pénalités | 4 min               | | Arbitrage : Marc Joannette, Brad Watson Steve Barton, Jean Morin |
| 26               | Tirs | 20                  | | Arbitrage : Marc Joannette, Brad Watson Steve Barton, Jean Morin |

| 7 mai | New York | 3-2 (pr) (1-0, 0-1, 1-1, 1-0) | Washington | Madison Square Garden 18 200 spectateurs |

| Feuille de match | Feuille de match | Feuille de match    | Feuille de match                                                                                              | Feuille de match                                                   |
| ---------------- | --- | ------------------- | --- | ------------------------------------------------------------------ |
|                  | A. Stralman (M. Staal, D. Stepan) — 10 min 44 s - B. Richards (R. Callahan, M. Del Zotto) — 59 min 53 s (SN) M. Staal (J. Mitchell) — 61 min 35 s (SN) | 1-0 1-1 1-2 2-2 3-2 | - B. Laich (A. Ovetchkine, T. Brouwer) — 28 min 15 s J. Carlson (D. Wideman, T. Brouwer) — 44 min 20 s (SN) - | Arbitrage : Chris Lee, Kelly Sutherland Derek Amell, Greg Devorski |
| H. Lundqvist     | Gardiens | B. Holtby           | | Arbitrage : Chris Lee, Kelly Sutherland Derek Amell, Greg Devorski |
| 8 min            | Pénalités | 10 min              | | Arbitrage : Chris Lee, Kelly Sutherland Derek Amell, Greg Devorski |
| 39               | Tirs | 18                  | | Arbitrage : Chris Lee, Kelly Sutherland Derek Amell, Greg Devorski |

| 9 mai | Washington | 2-1 (1-0, 1-0, 0-1) | New York | Verizon Center 18 506 spectateurs |

| Feuille de match | Feuille de match                                                                                               | Feuille de match | Feuille de match                                  | Feuille de match                                                        |
| ---------------- | --- | ---------------- | ------------------------------------------------- | ----------------------------------------------------------------------- |
|                  | A. Ovetchkine (N. Bäckström, M. Green) — 1 min 28 s (SN) J. Chimera (N. Bäckström, J. Carlson) — 30 min 59 s - | 1-0 2-0 2-1      | - M. Gáborík (D. Girardi, D. Stepan) — 59 min 9 s | Arbitrage : Dan O'Halloran, Wes McCauley Pierre Racicot, Scott Driscoll |
| H. Lundqvist     | Gardiens | B. Holtby        |                                                   | Arbitrage : Dan O'Halloran, Wes McCauley Pierre Racicot, Scott Driscoll |
| 10 min           | Pénalités | 6 min            |                                                   | Arbitrage : Dan O'Halloran, Wes McCauley Pierre Racicot, Scott Driscoll |
| 23               | Tirs | 31               |                                                   | Arbitrage : Dan O'Halloran, Wes McCauley Pierre Racicot, Scott Driscoll |

| 12 mai | New York | 2-1 (1-0, 0-0, 1-1) | Washington | Madison Square Garden 18 200 spectateurs |

| Feuille de match | Feuille de match                                                                                       | Feuille de match | Feuille de match                                  | Feuille de match                                                  |
| ---------------- | --- | ---------------- | ------------------------------------------------- | ----------------------------------------------------------------- |
|                  | B. Richards (C. Hagelin, M. Del Zotto) — 1 min 32 s M. Del Zotto (M. Gáborík, C. Hagelin) — 50 min 5 s | 1-0 2-0 2-1      | - R. Hamrlík (B. Laich, J. Chimera) — 50 min 43 s | Arbitrage : Dan O'Rourke, Chris Rooney Brian Murphy, Jonny Murray |
| H. Lundqvist     | Gardiens                                                                                               | B. Holtby        |                                                   | Arbitrage : Dan O'Rourke, Chris Rooney Brian Murphy, Jonny Murray |
| 2 min            | Pénalités                                                                                              | 4 min            |                                                   | Arbitrage : Dan O'Rourke, Chris Rooney Brian Murphy, Jonny Murray |
| 31               | Tirs                                                                                                   | 23               |                                                   | Arbitrage : Dan O'Rourke, Chris Rooney Brian Murphy, Jonny Murray |

### Philadelphie contre New Jersey
| 29 avril | Philadelphie | 4-3 (pr) (0-1, 2-1, 1-1, 1-0) | New Jersey | Wells Fargo Center 19 972 spectateurs |

| Feuille de match | Feuille de match | Feuille de match            | Feuille de match | Feuille de match                                                  |
| ---------------- | --- | --------------------------- | --- | ----------------------------------------------------------------- |
|                  | - D. Brière (J. Voráček) — 28 min 7 s J. Van Riemsdyk (E. Gustafsson) — 28 min 44 s - C. Giroux (K. Timonen, S. Hartnell) — 44 min 19 s (SN) - D. Brière (J. Voráček, M. Carle) — 64 min 36 s | 0-1 1-1 2-1 2-2 3-2 3-3 4-3 | Z. Parisé (P. Eliáš) — 3 min 16 s - T. Zajac (Z. Parisé, I. Kovaltchouk) — 33 min 53 s (SN) - P. Sýkora (D. Clarkson) — 51 min 22 s - | Arbitrage : Wes McCauley, Dan O'Halloran Steve Barton, Jean Morin |
| I. Bryzgalov     | Gardiens | M. Brodeur                  | | Arbitrage : Wes McCauley, Dan O'Halloran Steve Barton, Jean Morin |
| 6 min            | Pénalités | 12 min                      | | Arbitrage : Wes McCauley, Dan O'Halloran Steve Barton, Jean Morin |
| 36               | Tirs | 26                          | | Arbitrage : Wes McCauley, Dan O'Halloran Steve Barton, Jean Morin |

| 1er mai | Philadelphie | 1-4 (1-0, 0-0, 0-4) | New Jersey | Wells Fargo Center 20 131 spectateurs |

| Feuille de match | Feuille de match                                | Feuille de match    | Feuille de match | Feuille de match                                                 |
| ---------------- | ----------------------------------------------- | ------------------- | --- | ---------------------------------------------------------------- |
|                  | M. Read (B. Schenn, W. Simmonds) — 2 min 53 s - | 1-0 1-1 1-2 1-3 1-4 | A. Larsson (D. Zubrus, P. Harrold) — 43 min 8 s D. Clarkson (Z. Parisé) — 51 min 17 s T. Zajac (S. Gionta, D. Zubrus) — 54 min 1 s B. Salvador (A. Henrique) — 57 min 9 s (IN + CV) | Arbitrage : Chris Lee, Kelly Sutherland Steve Barton, Jean Morin |
| I. Bryzgalov     | Gardiens                                        | M. Brodeur          | | Arbitrage : Chris Lee, Kelly Sutherland Steve Barton, Jean Morin |
| 32 min           | Pénalités                                       | 12 min              | | Arbitrage : Chris Lee, Kelly Sutherland Steve Barton, Jean Morin |
| 20               | Tirs                                            | 35                  | | Arbitrage : Chris Lee, Kelly Sutherland Steve Barton, Jean Morin |

| 3 mai | New Jersey | 4-3 (pr) (2-1, 0-1, 1-1, 1-0) | Philadelphie | Prudential Center 17 625 spectateurs |

| Feuille de match | Feuille de match | Feuille de match            | Feuille de match | Feuille de match                                                   |
| ---------------- | --- | --------------------------- | --- | ------------------------------------------------------------------ |
|                  | - P. Eliáš (M. Židlický, I. Kovaltchouk) — 12 min 33 s (SN) I. Kovaltchouk (T. Zajac, O. Ponikarovsky) — 12 min 53 s - Z. Parisé (P. Eliáš, M. Židlický) — 47 min 29 s - O. Ponikarovsky (I. Kovaltchouk) — 77 min 21 s | 0-1 1-1 2-1 2-2 3-2 3-3 4-3 | B. Schenn (D. Brière, J. Jágr) — 6 min 8 s (SN) - M. Carle (J. Voráček, S. Hartnell) — 24 min 44 s - D. Brière (J. Van Riemsdyk, W. Simmonds) — 51 min 4 s - | Arbitrage : Marc Joannette, Brad Watson Derek Amell, Greg Devorski |
| M. Brodeur       | Gardiens | I. Bryzgalov                | | Arbitrage : Marc Joannette, Brad Watson Derek Amell, Greg Devorski |
| 10 min           | Pénalités | 4 min                       | | Arbitrage : Marc Joannette, Brad Watson Derek Amell, Greg Devorski |
| 31               | Tirs | 28                          | | Arbitrage : Marc Joannette, Brad Watson Derek Amell, Greg Devorski |

| 6 mai | New Jersey | 4-2 (2-2, 1-0, 1-0) | Philadelphie | Prudential Center 17 625 spectateurs |

| Feuille de match | Feuille de match | Feuille de match        | Feuille de match                                                                                  | Feuille de match                                                  |
| ---------------- | --- | ----------------------- | ------------------------------------------------------------------------------------------------- | ----------------------------------------------------------------- |
|                  | - P. Sýkora (M. Židlický, T. Zajac) — 15 min 14 s (SN) M. Židlický (B. Salvador, I. Kovaltchouk) — 18 min 9 s D. Zubrus (A. Henrique, P. Sýkora) — 37 min 47 s D. Zubrus (M. Fayne, M. Brodeur) — 59 min 15 s (CV) | 0-1 0-2 1-2 2-2 3-2 4-2 | S. Hartnell (C. Giroux, K. Timonen) — 11 min 50 s (SN) C. Giroux (M. Talbot) — 13 min 40 s (IN) - | Arbitrage : Steve Kozari, Kevin Pollock Jay Sharrers, Shane Heyer |
| M. Brodeur       | Gardiens | I. Bryzgalov            |                                                                                                   | Arbitrage : Steve Kozari, Kevin Pollock Jay Sharrers, Shane Heyer |
| 4 min            | Pénalités | 10 min                  |                                                                                                   | Arbitrage : Steve Kozari, Kevin Pollock Jay Sharrers, Shane Heyer |
| 43               | Tirs | 22                      |                                                                                                   | Arbitrage : Steve Kozari, Kevin Pollock Jay Sharrers, Shane Heyer |

| 8 mai | Philadelphie | 1-3 (1-2, 0-0, 0-1) | New Jersey | Wells Fargo Center 19 818 spectateurs |

| Feuille de match | Feuille de match                                | Feuille de match | Feuille de match | Feuille de match                                                     |
| ---------------- | ----------------------------------------------- | ---------------- | --- | -------------------------------------------------------------------- |
|                  | M. Talbot (B. Schenn, D. Brière) — 7 min 18 s - | 1-0 1-1 1-2 1-3  | - B. Salvador (A. Henrique, I. Kovaltchouk) — 9 min 27 s D. Clarkson — 12 min 45 s I. Kovaltchouk (A. Henrique, D. Zubrus) — 45 min | Arbitrage : Stephen Walkom, Eric Furlatt Brad Kovachik, Steve Miller |
| I. Bryzgalov     | Gardiens                                        | M. Brodeur       | | Arbitrage : Stephen Walkom, Eric Furlatt Brad Kovachik, Steve Miller |
| 8 min            | Pénalités                                       | 2 min            | | Arbitrage : Stephen Walkom, Eric Furlatt Brad Kovachik, Steve Miller |
| 28               | Tirs                                            | 30               | | Arbitrage : Stephen Walkom, Eric Furlatt Brad Kovachik, Steve Miller |

### Saint-Louis contre Los Angeles
| 28 avril | Saint-Louis | 1-3 (1-1, 0-1, 0-1) | Los Angeles | Scottrade Center 19 391 spectateurs |

| Feuille de match | Feuille de match                                     | Feuille de match | Feuille de match | Feuille de match                                                    |
| ---------------- | ---------------------------------------------------- | ---------------- | --- | ------------------------------------------------------------------- |
|                  | D. Backes (D. Perron, A. Pietrangelo) — 9 min 16 s - | 1-0 1-1 1-2 1-3  | V. Voïnov (D. Penner, M. Richards) — 16 min 58 s M. Greene (D. Brown) — 38 min 57 s (IN) D. Penner (R. Scuderi) — 59 min 45 s (CV) | Arbitrage : Eric Furlatt, Stephen Walkom Brian Murphy, Jonny Murray |
| B. Elliott       | Gardiens                                             | J. Quick         | | Arbitrage : Eric Furlatt, Stephen Walkom Brian Murphy, Jonny Murray |
| 20 min           | Pénalités                                            | 6 min            | | Arbitrage : Eric Furlatt, Stephen Walkom Brian Murphy, Jonny Murray |
| 29               | Tirs                                                 | 29               | | Arbitrage : Eric Furlatt, Stephen Walkom Brian Murphy, Jonny Murray |

| 30 avril | Saint-Louis | 2-5 (0-4, 1-1, 1-0) | Los Angeles | Scottrade Center 19 366 spectateurs |

| Feuille de match                          | Feuille de match                                                                                          | Feuille de match            | Feuille de match | Feuille de match                                                   |
| ----------------------------------------- | --- | --------------------------- | --- | ------------------------------------------------------------------ |
|                                           | - A. McDonald (D. Backes, K. Russel) — 20 min 18 s - M. D'Agostini (D. Backes, A. McDonald) — 45 min 16 s | 0-1 0-2 0-3 0-4 1-4 1-5 2-5 | M. Richards (D. Penner) — 31 s A. Kopitar (D. Brown) — 14 min 16 s (IN) J. Carter (D. Penner, M. Richards) — 18 min 37 s A. Kopitar (J. Williams, D. Brown) — 19 min 43 s - J. Williams (D. Brown, M. Greene) — 21 min 26 s - | Arbitrage : Dan O'Rourke, Chris Rooney Brad Kovachik, Steve Miller |
| B. Elliott 58 min 53 s J. Allen 1 min 7 s | Gardiens                                                                                                  | J. Quick                    | | Arbitrage : Dan O'Rourke, Chris Rooney Brad Kovachik, Steve Miller |
| 57 min                                    | Pénalités                                                                                                 | 53 min                      | | Arbitrage : Dan O'Rourke, Chris Rooney Brad Kovachik, Steve Miller |
| 29                                        | Tirs | 21                          | | Arbitrage : Dan O'Rourke, Chris Rooney Brad Kovachik, Steve Miller |

| 3 mai | Los Angeles | 4-2 (1-0, 2-1, 1-1) | Saint-Louis | Staples Center 18 362 spectateurs |

| Feuille de match | Feuille de match | Feuille de match        | Feuille de match                                                                                | Feuille de match                                                  |
| ---------------- | --- | ----------------------- | ----------------------------------------------------------------------------------------------- | ----------------------------------------------------------------- |
|                  | J. Williams (D. Doughty, A. Kopitar) — 13 min 33 s - D. King (M. Greene) — 21 min 53 s M. Richards (A. Kopitar, D. Doughty) — 30 min 29 s (SN) - D. Doughty (M. Richards, J. Carter) — 48 min 12 s | 1-0 1-1 2-1 3-1 3-2 4-2 | - C. Stewart (K. Russel) — 21 min 13 s - C. Stewart (A. Pietrangelo, D. Perron) — 44 min 35 s - | Arbitrage : Steve Kozari, Kevin Pollock Shane Heyer, Jay Sharrers |
| J. Quick         | Gardiens | B. Elliott              |                                                                                                 | Arbitrage : Steve Kozari, Kevin Pollock Shane Heyer, Jay Sharrers |
| 9 min            | Pénalités | 15 min                  |                                                                                                 | Arbitrage : Steve Kozari, Kevin Pollock Shane Heyer, Jay Sharrers |
| 22               | Tirs | 20                      |                                                                                                 | Arbitrage : Steve Kozari, Kevin Pollock Shane Heyer, Jay Sharrers |

| 6 mai | Los Angeles | 3-1 (2-1, 0-0, 1-0) | Saint-Louis | Staples Center 18 373 spectateurs |

| Feuille de match | Feuille de match | Feuille de match | Feuille de match                              | Feuille de match                                                        |
| ---------------- | --- | ---------------- | --------------------------------------------- | ----------------------------------------------------------------------- |
|                  | J. Nolan (D. Penner) — 4 min 36 s - D. Brown (A. Kopitar, D. Doughty) — 18 min 17 s D. Brown (A. Kopitar, M. Greene) — 59 min 34 s (CV) | 1-0 1-1 2-1 3-1  | - K. Shattenkirk (B. Jackman) — 11 min 34 s - | Arbitrage : Wes McCauley, Dan O'Halloran Scott Driscoll, Pierre Racicot |
| J. Quick         | Gardiens | B. Elliott       |                                               | Arbitrage : Wes McCauley, Dan O'Halloran Scott Driscoll, Pierre Racicot |
| 15 min           | Pénalités | 17 min           |                                               | Arbitrage : Wes McCauley, Dan O'Halloran Scott Driscoll, Pierre Racicot |
| 19               | Tirs | 24               |                                               | Arbitrage : Wes McCauley, Dan O'Halloran Scott Driscoll, Pierre Racicot |

### Phoenix contre Nashville
| 27 avril | Phoenix | 4-3 (pr) (1-1, 2-1, 0-1, 1-0) | Nashville | Jobing.com Arena 17 187 spectateurs |

| Feuille de match | Feuille de match | Feuille de match            | Feuille de match | Feuille de match                                                  |
| ---------------- | --- | --------------------------- | --- | ----------------------------------------------------------------- |
|                  | R. Vrbata (R. Whitney, O. Ekman Larsson) — 7 min 23 s (SN) - R. Klesla (D. Langkow, A. Aucoin) — 23 min 5 s - M. Bødker (A. Vermette, R. Klesla) — 36 min 27 s - R. Whitney (M. Hanzal) — 74 min 4 s | 1-0 1-1 2-1 2-2 3-2 3-3 4-3 | - B. Yip (F. Bouillon, C. Smith) — 14 min 9 s - A. Kastsitsyne (P. Hörnqvist, F. Bouillon) — 31 min 19 s - M. Erat (P. Hörnqvist, R. Suter) — 55 min 18 s (SN) - | Arbitrage : Chris Lee, Kelly Sutherland Shane Heyer, Jay Sharrers |
| M. Smith         | Gardiens | P. Rinne                    | | Arbitrage : Chris Lee, Kelly Sutherland Shane Heyer, Jay Sharrers |
| 10 min           | Pénalités | 6 min                       | | Arbitrage : Chris Lee, Kelly Sutherland Shane Heyer, Jay Sharrers |
| 24               | Tirs | 42                          | | Arbitrage : Chris Lee, Kelly Sutherland Shane Heyer, Jay Sharrers |

| 29 avril | Phoenix | 5-3 (1-1, 3-1, 1-1) | Nashville | Jobing.com Arena 17 217 spectateurs |

| Feuille de match | Feuille de match | Feuille de match                | Feuille de match | Feuille de match                                                   |
| ---------------- | --- | ------------------------------- | --- | ------------------------------------------------------------------ |
|                  | A. Vermette (K. Yandle, M. Bødke) — 8 min 32 s - M. Hanzal (R. Vrbata, R. Whitney) — 23 min 47 s R. Vrbata (K. Yandle, M. Hanzal) — 27 min 5 s - T. Pyatt (S. Doan) — 31 min 50 s - S. Doan (D. Morris, A. Vermette) — 43 min 36 s | 1-0 1-1 2-1 3-1 3-2 4-2 4-3 5-3 | - A. Kastsitsyne (K. Klein, N. Spaling) — 17 min 13 s - P. Hörnqvist (R. Sutter, M. Fisher) — 31 min 20 s (SN) - R. Sutter (S. Weber, A. Radoulov) — 40 min 53 s (SN) - | Arbitrage : Marc Joannette, Brad Watson Derek Amell, Greg Devorski |
| M. Smith         | Gardiens | P. Rinne                        | | Arbitrage : Marc Joannette, Brad Watson Derek Amell, Greg Devorski |
| 8 min            | Pénalités | 8 min                           | | Arbitrage : Marc Joannette, Brad Watson Derek Amell, Greg Devorski |
| 39               | Tirs | 33                              | | Arbitrage : Marc Joannette, Brad Watson Derek Amell, Greg Devorski |

| 2 mai | Nashville | 2-0 (2-0, 0-0, 0-0) | Phoenix | Bridgestone Arena 17 113 spectateurs |

| Feuille de match | Feuille de match                                                                      | Feuille de match | Feuille de match | Feuille de match                                                    |
| ---------------- | ------------------------------------------------------------------------------------- | ---------------- | ---------------- | ------------------------------------------------------------------- |
|                  | D. Legwand (G. Bourque) — 8 min 10 s M. Fisher (S. Kastsitsyne, M. Erat) — 9 min 16 s | 1-0 2-0          | -                | Arbitrage : Eric Furlatt, Stephen Walkom Brian Murphy, Jonny Murray |
| M. Smith         | Gardiens                                                                              | P. Rinne         |                  | Arbitrage : Eric Furlatt, Stephen Walkom Brian Murphy, Jonny Murray |
| 8 min            | Pénalités                                                                             | 10 min           |                  | Arbitrage : Eric Furlatt, Stephen Walkom Brian Murphy, Jonny Murray |
| 26               | Tirs                                                                                  | 32               |                  | Arbitrage : Eric Furlatt, Stephen Walkom Brian Murphy, Jonny Murray |

| 4 mai | Nashville | 0-1 (0-1, 0-0, 0-0) | Phoenix | Bridgestone Arena 17 113 spectateurs |

| Feuille de match | Feuille de match | Feuille de match | Feuille de match               | Feuille de match                                                        |
| ---------------- | ---------------- | ---------------- | ------------------------------ | ----------------------------------------------------------------------- |
|                  | -                | 0-1              | S. Doan (Bødker) — 14 min 25 s | Arbitrage : Wes McCauley, Dan O'Halloran Scott Driscoll, Pierre Racicot |
| M. Smith         | Gardiens         | P. Rinne         |                                | Arbitrage : Wes McCauley, Dan O'Halloran Scott Driscoll, Pierre Racicot |
| 9 min            | Pénalités        | 11 min           |                                | Arbitrage : Wes McCauley, Dan O'Halloran Scott Driscoll, Pierre Racicot |
| 25               | Tirs             | 24               |                                | Arbitrage : Wes McCauley, Dan O'Halloran Scott Driscoll, Pierre Racicot |

| 7 mai | Phoenix | 2-1 (0-0, 2-0, 0-1) | Nashville | Jobing.com Arena 17 182 spectateurs |

| Feuille de match | Feuille de match                                                                                   | Feuille de match | Feuille de match                                | Feuille de match                                                |
| ---------------- | -------------------------------------------------------------------------------------------------- | ---------------- | ----------------------------------------------- | --------------------------------------------------------------- |
|                  | D. Morris (S. Doan, A. Vermette) — 23 min 54 s M. Hanzal (K. Chipchura, D. Langkow) — 35 min 9 s - | 1-0 2-0 2-1      | - C. Wilson (D. Legwand, R. Suter) — 54 min 1 s | Arbitrage : Dan O'Rourke, Chris Rooney Steve Barton, Jean Morin |
| M. Smith         | Gardiens                                                                                           | P. Rinne         |                                                 | Arbitrage : Dan O'Rourke, Chris Rooney Steve Barton, Jean Morin |
| 8 min            | Pénalités                                                                                          | 2 min            |                                                 | Arbitrage : Dan O'Rourke, Chris Rooney Steve Barton, Jean Morin |
| 17               | Tirs                                                                                               | 33               |                                                 | Arbitrage : Dan O'Rourke, Chris Rooney Steve Barton, Jean Morin |

## Finales d'association

### New York contre New Jersey
| 14 mai | New York | 3-0 (0-0, 0-0, 3-0) | New Jersey | Madison Square Garden 18 200 spectateurs |

| Feuille de match | Feuille de match | Feuille de match | Feuille de match | Feuille de match                                                      |
| ---------------- | --- | ---------------- | ---------------- | --------------------------------------------------------------------- |
|                  | D. Girardi (C. Kreider, M. Del Zotto) — 40 min 53 s C. Kreider (A. Anissimov, D. Girardi) — 52 min (SN) A. Anissimov (B. Boyle, R. Fedotenko) — 58 min 33 s (CV) | 1-0 2-0 3-0      | -                | Arbitrage : Wes McCauley, Dan O'Halloran Steve Barton, Pierre Racicot |
| H. Lundqvist     | Gardiens | M. Brodeur       |                  | Arbitrage : Wes McCauley, Dan O'Halloran Steve Barton, Pierre Racicot |
| 8 min            | Pénalités | 8 min            |                  | Arbitrage : Wes McCauley, Dan O'Halloran Steve Barton, Pierre Racicot |
| 28               | Tirs | 21               |                  | Arbitrage : Wes McCauley, Dan O'Halloran Steve Barton, Pierre Racicot |

| 16 mai | New York | 2-3 (0-1, 2-1, 0-1) | New Jersey | Madison Square Garden 18 200 spectateurs |

| Feuille de match | Feuille de match                                                                                               | Feuille de match    | Feuille de match | Feuille de match                                                  |
| ---------------- | --- | ------------------- | --- | ----------------------------------------------------------------- |
|                  | - M. Staal (B. Richards, D. Girardi) — 22 min 23 s C. Kreider (A. Stralman, A. Anissimov) — 32 min 19 s (SN) - | 0-1 1-1 2-1 2-2 2-3 | I. Kovaltchouk (M. Židlický, Z. Parisé) — 13 min 39 s (SN) - R. Carter (B. Salvador, S. Bernier) — 38 min 9 s D. Clarkson (A. Henrique, B. Salvador) — 42 min 31 s | Arbitrage : Chris Lee, Kelly Sutherland Derek Amell, Jonny Murray |
| H. Lundqvist     | Gardiens | M. Brodeur          | | Arbitrage : Chris Lee, Kelly Sutherland Derek Amell, Jonny Murray |
| 6 min            | Pénalités | 8 min               | | Arbitrage : Chris Lee, Kelly Sutherland Derek Amell, Jonny Murray |
| 25               | Tirs | 27                  | | Arbitrage : Chris Lee, Kelly Sutherland Derek Amell, Jonny Murray |

| 19 mai | New Jersey | 0-3 (0-0, 0-0, 0-3) | New York | Prudential Center 17 625 spectateurs |

| Feuille de match | Feuille de match | Feuille de match | Feuille de match | Feuille de match                                                 |
| ---------------- | ---------------- | ---------------- | --- | ---------------------------------------------------------------- |
|                  | -                | 0-1 0-2 0-3      | D. Girardi (B. Richards) — 43 min 19 s (SN) C. Kreider (R. McDonagh, R. Callahan) — 45 min 16 s R. Callahan (B. Boyle, R. Fedotenko) — 57 min 47 s (CV) | Arbitrage : Kevin Pollock, Brad Watson Shane Heyer, Jay Sharrers |
| M. Brodeur       | Gardiens         | H. Lundqvist     | | Arbitrage : Kevin Pollock, Brad Watson Shane Heyer, Jay Sharrers |
| 4 min            | Pénalités        | 12 min           | | Arbitrage : Kevin Pollock, Brad Watson Shane Heyer, Jay Sharrers |
| 36               | Tirs             | 22               | | Arbitrage : Kevin Pollock, Brad Watson Shane Heyer, Jay Sharrers |

| 21 mai | New Jersey | 4-1 (2-0, 0-0, 2-1) | New York | Prudential Center 17 625 spectateurs |

| Feuille de match | Feuille de match | Feuille de match    | Feuille de match                                           | Feuille de match                                                |
| ---------------- | --- | ------------------- | ---------------------------------------------------------- | --------------------------------------------------------------- |
|                  | B. Salvador (O. Ponikarovsky, D. Clarkson) — 8 min 10 s T. Zajac (Z. Parisé, D. Zubrus) — 11 min 59 s Z. Parisé (I. Kovaltchouk, A. Henrique) — 42 min 41 s (SN) - Z. Parisé (B. Salvador, M. Brodeur) — 58 min 31 s (CV) | 1-0 2-0 3-0 3-1 4-1 | - R. Fedotenko (B. Richards, M. Del Zotto) — 54 min 55 s - | Arbitrage : Dan O'Rourke, Chris Rooney Jean Morin, Brian Murphy |
| M. Brodeur       | Gardiens | H. Lundqvist        |                                                            | Arbitrage : Dan O'Rourke, Chris Rooney Jean Morin, Brian Murphy |
| 23 min           | Pénalités | 43 min              |                                                            | Arbitrage : Dan O'Rourke, Chris Rooney Jean Morin, Brian Murphy |
| 30               | Tirs | 29                  |                                                            | Arbitrage : Dan O'Rourke, Chris Rooney Jean Morin, Brian Murphy |

| 23 mai | New York | 3-5 (1-3, 1-0, 1-2) | New Jersey | Madison Square Garden 18 200 spectateurs |

| Feuille de match | Feuille de match | Feuille de match                | Feuille de match | Feuille de match                                                      |
| ---------------- | --- | ------------------------------- | --- | --------------------------------------------------------------------- |
|                  | - B. Prust (R. Fedotenko, D. Stepan) — 15 min 41 s R. Callahan (A. Anissimov, B. Dubinsky) — 20 min 32 s 20 min 32 s M. Gáborík — 40 min 17 s - | 0-1 0-2 0-3 1-3 2-3 3-3 3-4 3-5 | S. Gionta (M. Fayne, S. Bernier) — 2 min 43 s P. Eliáš (A. Henrique, I. Kovaltchouk) — 4 min 13 s T. Zajac (Z. Parisé, B. Salvador) — 9 min 49 s - R. Carter (S. Gionta, M. Židlický) — 55 min 36 s Z. Parisé (I. Kovaltchouk, M. Fayne) — 59 min 28 s (CV) | Arbitrage : Wes McCauley, Dan O'Halloran Steve Barton, Pierre Racicot |
| H. Lundqvist     | Gardiens | M. Brodeur                      | | Arbitrage : Wes McCauley, Dan O'Halloran Steve Barton, Pierre Racicot |
| 8 min            | Pénalités | 8 min                           | | Arbitrage : Wes McCauley, Dan O'Halloran Steve Barton, Pierre Racicot |
| 28               | Tirs | 17                              | | Arbitrage : Wes McCauley, Dan O'Halloran Steve Barton, Pierre Racicot |

| 25 mai | New Jersey | 3-2 (pr) (2-0, 0-2, 0-0, 1-0) | New York | Prudential Center 17 625 spectateurs |

| Feuille de match | Feuille de match | Feuille de match    | Feuille de match                                                                                              | Feuille de match                                                 |
| ---------------- | --- | ------------------- | --- | ---------------------------------------------------------------- |
|                  | R. Carter (S. Gionta, S. Bernier) — 10 min 5 s I. Kovaltchouk (D. Zubrus, D. Clarkson) — 13 min 56 s (SN) - A. Henrique (I. Kovaltchouk, O. Ponikarovsky) — 61 min 3 s | 1-0 2-0 2-1 2-2 3-2 | - R. Fedotenko (R. McDonagh, B. Richards) — 29 min 47 s R. Callahan (D. Girardi, R. McDonagh) — 33 min 41 s - | Arbitrage : Kevin Pollock, Brad Watson Derek Amell, Jonny Murray |
| M. Brodeur       | Gardiens | H. Lundqvist        | | Arbitrage : Kevin Pollock, Brad Watson Derek Amell, Jonny Murray |
| 6 min            | Pénalités | 6 min               | | Arbitrage : Kevin Pollock, Brad Watson Derek Amell, Jonny Murray |
| 29               | Tirs | 35                  | | Arbitrage : Kevin Pollock, Brad Watson Derek Amell, Jonny Murray |

### Phoenix contre Los Angeles
| 13 mai | Phoenix | 2-4 (1-1, 1-1, 0-2) | Los Angeles | Jobing.com Arena 17 134 spectateurs |

| Feuille de match | Feuille de match                                                                       | Feuille de match        | Feuille de match | Feuille de match                                                 |
| ---------------- | -------------------------------------------------------------------------------------- | ----------------------- | --- | ---------------------------------------------------------------- |
|                  | - D. Morris (D. Langkow) — 13 min 26 s - M. Bødker (S. Doan, D. Morris) — 38 min 5 s - | 0-1 1-1 1-2 2-2 2-3 2-4 | A. Kopitar (D. Brown, D. Doughty) — 3 min 53 s - D. King (M. Richards, T. Lewis) — 28 min 2 s - D. Brown (V. Voïnov, J. Williams) — 42 min 11 s D. King (T. Lewis, J. Stoll) — 59 min 12 s (CV) | Arbitrage : Kevin Pollock, Brad Watson Shane Heyer, Jay Sharrers |
| M. Smith         | Gardiens                                                                               | J. Quick                | | Arbitrage : Kevin Pollock, Brad Watson Shane Heyer, Jay Sharrers |
| 8 min            | Pénalités                                                                              | 10 min                  | | Arbitrage : Kevin Pollock, Brad Watson Shane Heyer, Jay Sharrers |
| 27               | Tirs                                                                                   | 48                      | | Arbitrage : Kevin Pollock, Brad Watson Shane Heyer, Jay Sharrers |

| 15 mai | Phoenix | 0-4 (0-1, 0-2, 0-1) | Los Angeles | Jobing.com Arena 17 149 spectateurs |

| Feuille de match | Feuille de match | Feuille de match | Feuille de match | Feuille de match                                                |
| ---------------- | ---------------- | ---------------- | --- | --------------------------------------------------------------- |
|                  | -                | 0-1 0-2 0-3 0-4  | D. King (D. Doughty, T. Lewis) — 13 min 15 s J. Carter (D. Penner, M. Richards) — 24 min 47 s J. Carter (A. Kopitar, J. Williams) — 38 min 49 s (SN) J. Carter (D. Brown, A. Kopitar) — 52 min 56 s (SN) | Arbitrage : Dan O'Rourke, Chris Rooney Jean Morin, Brian Murphy |
| M. Smith         | Gardiens         | J. Quick         | | Arbitrage : Dan O'Rourke, Chris Rooney Jean Morin, Brian Murphy |
| 56 min           | Pénalités        | 24 min           | | Arbitrage : Dan O'Rourke, Chris Rooney Jean Morin, Brian Murphy |
| 24               | Tirs             | 40               | | Arbitrage : Dan O'Rourke, Chris Rooney Jean Morin, Brian Murphy |

| 17 mai | Los Angeles | 1-2 (0-0, 1-1, 0-1) | Phoenix | Staples Center 18 367 spectateurs |

| Feuille de match | Feuille de match                                                                              | Feuille de match | Feuille de match                                 | Feuille de match                                                      |
| ---------------- | --------------------------------------------------------------------------------------------- | ---------------- | ------------------------------------------------ | --------------------------------------------------------------------- |
|                  | - A. Kopitar (D. Brown, J. Williams) — 23 min 10 s D. King (T. Lewis, J. Stoll) — 41 min 47 s | 0-1 1-1 2-1      | D. Langkow (K. Yandle, D. Morris) — 21 min 3 s - | Arbitrage : Wes McCauley, Dan O'Halloran Steve Barton, Pierre Racicot |
| Jonathan Quick   | Gardiens                                                                                      | Mike Smith       |                                                  | Arbitrage : Wes McCauley, Dan O'Halloran Steve Barton, Pierre Racicot |
| 2 min            | Pénalités                                                                                     | 12 min           |                                                  | Arbitrage : Wes McCauley, Dan O'Halloran Steve Barton, Pierre Racicot |
| 28               | Tirs                                                                                          | 19               |                                                  | Arbitrage : Wes McCauley, Dan O'Halloran Steve Barton, Pierre Racicot |

| 20 mai | Los Angeles | 0-2 (0-1, 0-1, 0-0) | Phoenix | Staples Center 18 402 spectateurs |

| Feuille de match | Feuille de match | Feuille de match | Feuille de match                                                            | Feuille de match                                                  |
| ---------------- | ---------------- | ---------------- | --------------------------------------------------------------------------- | ----------------------------------------------------------------- |
|                  | -                | 0-1 0-2          | S. Doan (R. Whitney) — 14 min 19 s (SN) S. Doan (A. Vermette) — 31 min 10 s | Arbitrage : Chris Lee, Kelly Sutherland Derek Amell, Jonny Murray |
| J. Quick         | Gardiens         | M. Smith         |                                                                             | Arbitrage : Chris Lee, Kelly Sutherland Derek Amell, Jonny Murray |
| 10 min           | Pénalités        | 16 min           |                                                                             | Arbitrage : Chris Lee, Kelly Sutherland Derek Amell, Jonny Murray |
| 36               | Tirs             | 21               |                                                                             | Arbitrage : Chris Lee, Kelly Sutherland Derek Amell, Jonny Murray |

| 22 mai | Phoenix | 3-4 (pr) (1-1, 2-2, 0-0, 0-1) | Los Angeles | Jobing.com Arena 17 148 spectateurs |

| Feuille de match | Feuille de match | Feuille de match            | Feuille de match | Feuille de match                                                 |
| ---------------- | --- | --------------------------- | --- | ---------------------------------------------------------------- |
|                  | T. Pyatt (M. Hanzal, R. Vrbata) — 4 min 20 s (SN) - MA. Pouliot (R. Klesla, K. CHipchura) — 26 min 23 s - K. Yandle (T. Pyatt) — 36 min 23 s - | 1-0 1-1 2-1 2-2 2-3 3-3 3-4 | - A. Kopitar (D. Doughty, D. Brown) — 11 min 13 s (IN) - D. Doughty (C. Fraser, J. Williams) — 31 min 6 s M. Richards (D. Penner, J. Carter) — 33 min 43 s - D. Penner (J. Carter, V. Voïnov) — 77 min 42 s | Arbitrage : Brad Watson, Kevin Pollock Shane Heyer, Jay Sharrers |
| M. Smith         | Gardiens | J. Quick                    | | Arbitrage : Brad Watson, Kevin Pollock Shane Heyer, Jay Sharrers |
| 28 min           | Pénalités | 12 min                      | | Arbitrage : Brad Watson, Kevin Pollock Shane Heyer, Jay Sharrers |
| 41               | Tirs | 51                          | | Arbitrage : Brad Watson, Kevin Pollock Shane Heyer, Jay Sharrers |

## Finale de la Coupe Stanley

Logo de la finale de la Coupe Stanley 2012.

### New Jersey contre Los Angeles
| 30 mai | New Jersey | 1-2 (pr) (0-1, 1-0, 0-0, 0-1) | Los Angeles | Prudential Center 17 625 spectateurs |

| Feuille de match | Feuille de match                                       | Feuille de match | Feuille de match                                                                       | Feuille de match                                                  |
| ---------------- | ------------------------------------------------------ | ---------------- | -------------------------------------------------------------------------------------- | ----------------------------------------------------------------- |
|                  | - A. Voltchenkov (P. Eliáš, D. Clarkson) — 38 min 48 s | 0-1 1-1 1-2      | C. Fraser (J. Nolan) — 9 min 56 s - A. Kopitar (J. Williams, D. Doughty) — 68 min 13 s | Arbitrage : Dan O'Halloran, Brad Watson Derek Amell, Jonny Murray |
| M. Brodeur       | Gardiens                                               | J. Quick         |                                                                                        | Arbitrage : Dan O'Halloran, Brad Watson Derek Amell, Jonny Murray |
| 2 min            | Pénalités                                              | 4 min            |                                                                                        | Arbitrage : Dan O'Halloran, Brad Watson Derek Amell, Jonny Murray |
| 17               | Tirs                                                   | 25               |                                                                                        | Arbitrage : Dan O'Halloran, Brad Watson Derek Amell, Jonny Murray |

| 2 juin | New Jersey | 1-2 (pr) (0-1, 0-0, 1-0, 0-1) | Los Angeles | Prudential Center 17 625 spectateurs |

| Feuille de match | Feuille de match                                      | Feuille de match | Feuille de match                                                           | Feuille de match                                                  |
| ---------------- | ----------------------------------------------------- | ---------------- | -------------------------------------------------------------------------- | ----------------------------------------------------------------- |
|                  | - R. Carter (M. Židlický, S. Bernier) — 42 min 59 s - | 0-1 1-1 1-2      | D. Doughty — 7 min 49 s - J. Carter (D. Penner, A. Martinez) — 73 min 42 s | Arbitrage : Dan O'Rourke, Chris Rooney Jean Morin, Pierre Racicot |
| M. Brodeur       | Gardiens                                              | J. Quick         |                                                                            | Arbitrage : Dan O'Rourke, Chris Rooney Jean Morin, Pierre Racicot |
| 4 min            | Pénalités                                             | 8 min            |                                                                            | Arbitrage : Dan O'Rourke, Chris Rooney Jean Morin, Pierre Racicot |
| 33               | Tirs                                                  | 32               |                                                                            | Arbitrage : Dan O'Rourke, Chris Rooney Jean Morin, Pierre Racicot |

| 4 juin | Los Angeles | 4-0 (0-0, 2-0, 2-0) | New Jersey | Staples Center 18 764 spectateurs |

| Feuille de match | Feuille de match | Feuille de match | Feuille de match | Feuille de match                                                  |
| ---------------- | --- | ---------------- | ---------------- | ----------------------------------------------------------------- |
|                  | A. Martinez (D. King, T. Lewis) — 25 min 40 s A. Kopitar (D. Brown, J. Williams) — 35 min 7 s J. Carter (M. Richards, W. Mitchell) — 44 min 15 s (SN) J. Williams (D. Doughty, A. Kopitar) — 46 min 47 s (SN) | 1-0 2-0 3-0 4-0  |                  | Arbitrage : Dan O'Halloran, Brad Watson Derek Amell, Jonny Murray |
| J. Quick         | Gardiens | M. Brodeur       |                  | Arbitrage : Dan O'Halloran, Brad Watson Derek Amell, Jonny Murray |
| 12 min           | Pénalités | 6 min            |                  | Arbitrage : Dan O'Halloran, Brad Watson Derek Amell, Jonny Murray |
| 21               | Tirs | 22               |                  | Arbitrage : Dan O'Halloran, Brad Watson Derek Amell, Jonny Murray |

| 6 juin | Los Angeles | 1-3 (0-0, 0-0, 1-3) | New Jersey | Staples Center 18 867 spectateurs |

| Feuille de match | Feuille de match                                             | Feuille de match | Feuille de match | Feuille de match                                                  |
| ---------------- | ------------------------------------------------------------ | ---------------- | --- | ----------------------------------------------------------------- |
|                  | - D. Douhgty (M. Richards - A. Kopitar) (SN) — 48 min 56 s - | 0-1 1-1 1-2 1-3  | P. Eliáš (B. Salvador, D. Zubrus) — 47 min 56 s - A. Henrique (D. Clarkson, O. Ponikarovsky) — 55 min 29 s I. Kovaltchouk (T. Zajac, B. Salvador) — 59 min 40 s (CV) | Arbitrage : Dan O'Rourke, Chris Rooney Jean Morin, Pierre Racicot |
| J. Quick         | Gardiens                                                     | M. Brodeur       | | Arbitrage : Dan O'Rourke, Chris Rooney Jean Morin, Pierre Racicot |
| 6 min            | Pénalités                                                    | 8 min            | | Arbitrage : Dan O'Rourke, Chris Rooney Jean Morin, Pierre Racicot |
| 22               | Tirs                                                         | 24               | | Arbitrage : Dan O'Rourke, Chris Rooney Jean Morin, Pierre Racicot |

| 9 juin | New Jersey | 2-1 (1-0, 1-1, 0-0) | Los Angeles | Prudential Center 17 625 spectateurs |

| Feuille de match | Feuille de match                                                                    | Feuille de match | Feuille de match                          | Feuille de match                                                  |
| ---------------- | ----------------------------------------------------------------------------------- | ---------------- | ----------------------------------------- | ----------------------------------------------------------------- |
|                  | Z. Parisé — 12 min 45 s (SN) - B. Salvador (O. Ponikarovsky, T. Zajac) — 29 min 5 s | 1-0 1-1 2-1      | - J. Williams (M. Greene) — 23 min 26 s - | Arbitrage : Dan O'Halloran, Brad Watson Derek Amell, Jonny Murray |
| M. Brodeur       | Gardiens                                                                            | J. Quick         |                                           | Arbitrage : Dan O'Halloran, Brad Watson Derek Amell, Jonny Murray |
| 6 min            | Pénalités                                                                           | 6 min            |                                           | Arbitrage : Dan O'Halloran, Brad Watson Derek Amell, Jonny Murray |
| 19               | Tirs                                                                                | 26               |                                           | Arbitrage : Dan O'Halloran, Brad Watson Derek Amell, Jonny Murray |

| 11 juin | Los Angeles | 6-1 (3-0, 1-1, 2-0) | New Jersey | Staples Center 18 858 spectateurs |

| Feuille de match | Feuille de match | Feuille de match            | Feuille de match                              | Feuille de match                                               |
| ---------------- | --- | --------------------------- | --------------------------------------------- | -------------------------------------------------------------- |
|                  | Brown (Doughty, Richards) — 11 min 3 s (SN) Carter (Brown, Richards) — 12 min 45 s (SN) Lewis (King, Doughty) — 15 min 1 s (SN) Carter (Brown, Kopitar) — 21 min 30 s Lewis (King, Stoll) — 56 min 15 s (CV) Greene — 56 min 30 s | 1-0 2-0 3-0 4-0 4-1 5-1 6-1 | Henrique (Sykora, Ponikarovsky) — 38 min 45 s | Arbitrage : Dan O'Rourke, Chris Rooney Jean Morin, Derek Amell |
| J. Quick         | Gardiens | M. Brodeur                  |                                               | Arbitrage : Dan O'Rourke, Chris Rooney Jean Morin, Derek Amell |
| 6 min            | Pénalités | 47 min                      |                                               | Arbitrage : Dan O'Rourke, Chris Rooney Jean Morin, Derek Amell |
| 24               | Tirs | 18                          |                                               | Arbitrage : Dan O'Rourke, Chris Rooney Jean Morin, Derek Amell |

## Effectif vainqueur
| Vainqueurs de la Coupe Stanley Kings de Los Angeles | Gardiens de but : Jonathan Bernier, Jonathan Quick Défenseurs : Drew Doughty, Matt Greene, Alec Martinez, Willie Mitchell, Rob Scuderi, Viatcheslav Voïnov Attaquants : Dustin Brown, Jeff Carter, Kyle Clifford, Colin Fraser, Simon Gagné, Dwight King, Anže Kopitar, Trevor Lewis, Andreï Loktionov, Jordan Nolan, Dustin Penner, Mike Richards, Brad Richardson, Jarret Stoll, Justin Williams Entraîneur : Darryl Sutter Manageur général : Dean Lombardi |

## Trophées
- Conn Smythe : Jonathan Quick (Kings de Los Angeles)
- Coupe Stanley : Kings de Los Angeles

## Statistiques individuelles

### Meilleurs pointeurs
| Clt | Joueur          | Équipe       | PJ | B | A  | Pts | +/- | Pun |
| --- | --------------- | ------------ | -- | - | -- | --- | --- | --- |
| 1   | Anze Kopitar    | Los Angeles  | 20 | 8 | 12 | 20  | +16 | 9   |
| 2   | Dustin Brown    | Los Angeles  | 20 | 8 | 12 | 20  | +16 | 34  |
| 3   | Ilya Kovalchuk  | New Jersey   | 23 | 8 | 11 | 19  | -7  | 6   |
| 4   | Claude Giroux   | Philadelphie | 10 | 8 | 9  | 17  | +2  | 13  |
| 5   | Drew Doughty    | Los Angeles  | 20 | 4 | 12 | 16  | +11 | 14  |
| 6   | Zach Parisé     | New Jersey   | 24 | 8 | 7  | 15  | -8  | 4   |
| 7   | Brad Richards   | New York     | 20 | 6 | 9  | 15  | -2  | 8   |
| 8   | Mike Richards   | Los Angeles  | 20 | 4 | 11 | 15  | +1  | 17  |
| 9   | Justin Williams | Los Angeles  | 20 | 4 | 11 | 15  | +8  | 12  |
| 10  | Travis Zajac    | New Jersey   | 24 | 7 | 7  | 14  | -6  | 4   |

### Meilleurs gardiens
Ci-dessous sont listés les 10 meilleurs gardiens classés en fonction du nombre de victoires obtenues.
| Clt | Nom              | Équipe       | PJ | V  | D  | Min   | BC | Moy  | %Arr | Bl | Pun |
| --- | ---------------- | ------------ | -- | -- | -- | ----- | -- | ---- | ---- | -- | --- |
| 1   | Jonathan Quick   | Los Angeles  | 20 | 16 | 4  | 1 238 | 29 | 1,41 | 94,6 | 3  | 0   |
| 2   | Martin Brodeur   | New Jersey   | 24 | 14 | 9  | 1 470 | 52 | 2,12 | 91,7 | 1  | 0   |
| 3   | Henrik Lundqvist | New York     | 20 | 10 | 10 | 1 250 | 38 | 1,82 | 93,1 | 3  | 0   |
| 4   | Mike Smith       | Phoenix      | 16 | 9  | 7  | 1 026 | 34 | 1,99 | 94,4 | 3  | 14  |
| 5   | Braden Holtby    | Washington   | 14 | 7  | 7  | 921   | 30 | 1,95 | 93,5 | 0  | 2   |
| 6   | Pekka Rinne      | Nashville    | 10 | 5  | 5  | 609   | 21 | 2,07 | 92,9 | 1  | 2   |
| 7   | Ilya Bryzgalov   | Philadelphie | 11 | 5  | 6  | 641   | 37 | 3,46 | 88,7 | 0  | 0   |
| 8   | Craig Anderson   | Ottawa       | 7  | 3  | 4  | 418   | 14 | 2    | 93,3 | 1  | 0   |
| 9   | Tim Thomas       | Boston       | 7  | 3  | 4  | 448   | 16 | 2,14 | 92,3 | 1  | 0   |
| 10  | Brian Elliott    | Saint-Louis  | 8  | 3  | 4  | 454   | 18 | 2,37 | 90,4 | 0  | 2   |